# Le Gendarme (série de films)

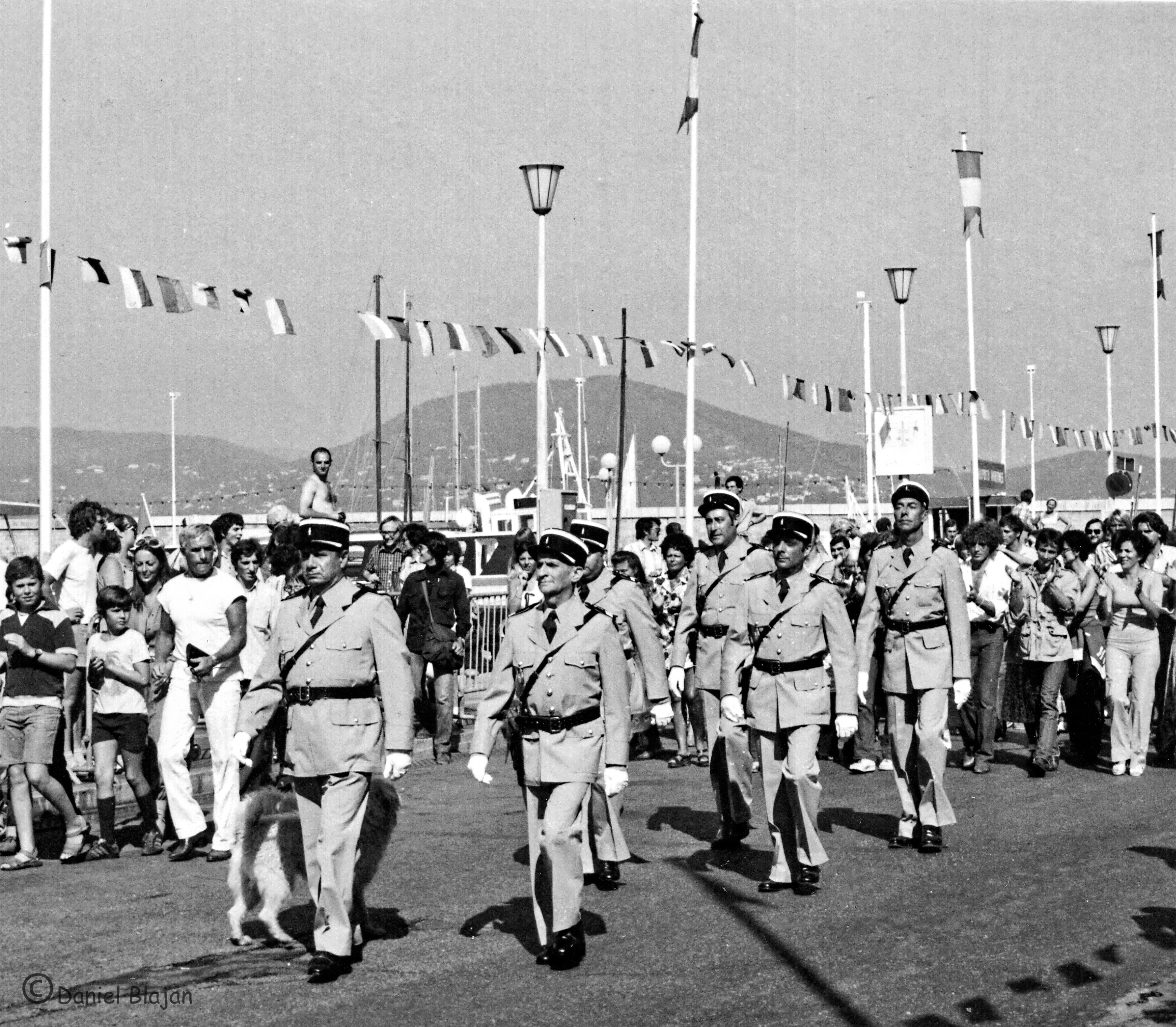
La brigade de gendarmerie de Saint-Tropez lors de son traditionnel défilé sur le port, à l'époque du Gendarme et les Extraterrestres (1979). De gauche à droite : Michel Galabru, Louis de Funès, Maurice Risch, Guy Grosso, Michel Modo et Jean-Pierre Rambal.

Le Gendarme de Saint-Tropez, ou Les Gendarmes, est une série de six films français réalisée par Jean Girault, commencée par un premier film en 1964. Les scénarios sont de Jacques Vilfrid et Richard Balducci. Louis de Funès est l'acteur principal de ces comédies, dans le rôle du maréchal des logis-chef Ludovic Cruchot.
Cette saga est composée de six opus, sortis sur une longue période de 18 ans :
- Le Gendarme de Saint-Tropez, sorti en 1964 ;
- Le Gendarme à New York, sorti en 1965 ;
- Le Gendarme se marie, sorti en 1968 ;
- Le Gendarme en balade, sorti en 1970 ;
- Le Gendarme et les Extraterrestres, sorti en 1979 ;
- Le Gendarme et les Gendarmettes, sorti en 1982.

D'autres projets, envisagés, n'ont pas abouti.
L'acteur central de tous les films est Louis de Funès dans le rôle du maréchal des logis-chef Ludovic Cruchot, entouré notamment de Michel Galabru, Jean Lefebvre, Geneviève Grad, Christian Marin, France Rumilly, le duo Guy Grosso et Michel Modo ainsi que Maurice Risch.
Seuls Louis de Funès, Michel Galabru, Guy Grosso, Michel Modo et France Rumilly ont joué dans tous les films de la série.

## Présentation

### Dénomination
Le Gendarme de Saint-Tropez et ses suites composent une hexalogie, une série de six films. La série n'a jamais eu de titre officiel. Chaque film est désigné comme « un Gendarme » par ses participants, qui désignent généralement l'ensemble comme « Les Gendarmes », évoquant indistinctement les films eux-mêmes et la troupe de gendarmes-comédiens. Michel Galabru détaille cependant cinquante après : « Christian Marin, Jean Lefebvre, la paire d'acteurs Guy Grosso et Michel Modo, et moi-même bien sûr, nous n'avons pas démérité. Aucun des films de Girault ne reposait sur nos épaules mais sur celles de Louis. D'ailleurs, le titre de chaque comédie n'en mettait qu'un en vedette, Le Gendarme est toujours resté au singulier. Dans toutes ses aventures, nous n'avons fait que l'accompagner, et on n'a plus enfilé nos costumes après sa disparition, en 1983, un an après le dernier Gendarme ». Sylvain Raggianti, dans sa monographie sur la série, et le Télérama consacré à Louis de Funès en 2013 l'intitulent même « Les Gendarme » sans « s » pour appuyer le singulier,. Puisqu'étalé sur beaucoup de films, l'univers est parfois qualifié de saga,,,. Des décennies plus tard, la série n'obtient toujours pas d'intitulé défini pour son exploitation en vidéo : le titre des coffrets d'intégrale vidéo varient entre « Le Gendarme », « Les Gendarmes », ou encore « Les Gendarmes de Saint-Tropez »,. Le coffret de 2014 paru à l'occasion du 50e anniversaire s'intitule Les Gendarmes de Saint-Tropez et qualifie la série de « saga ».

### Intrigues

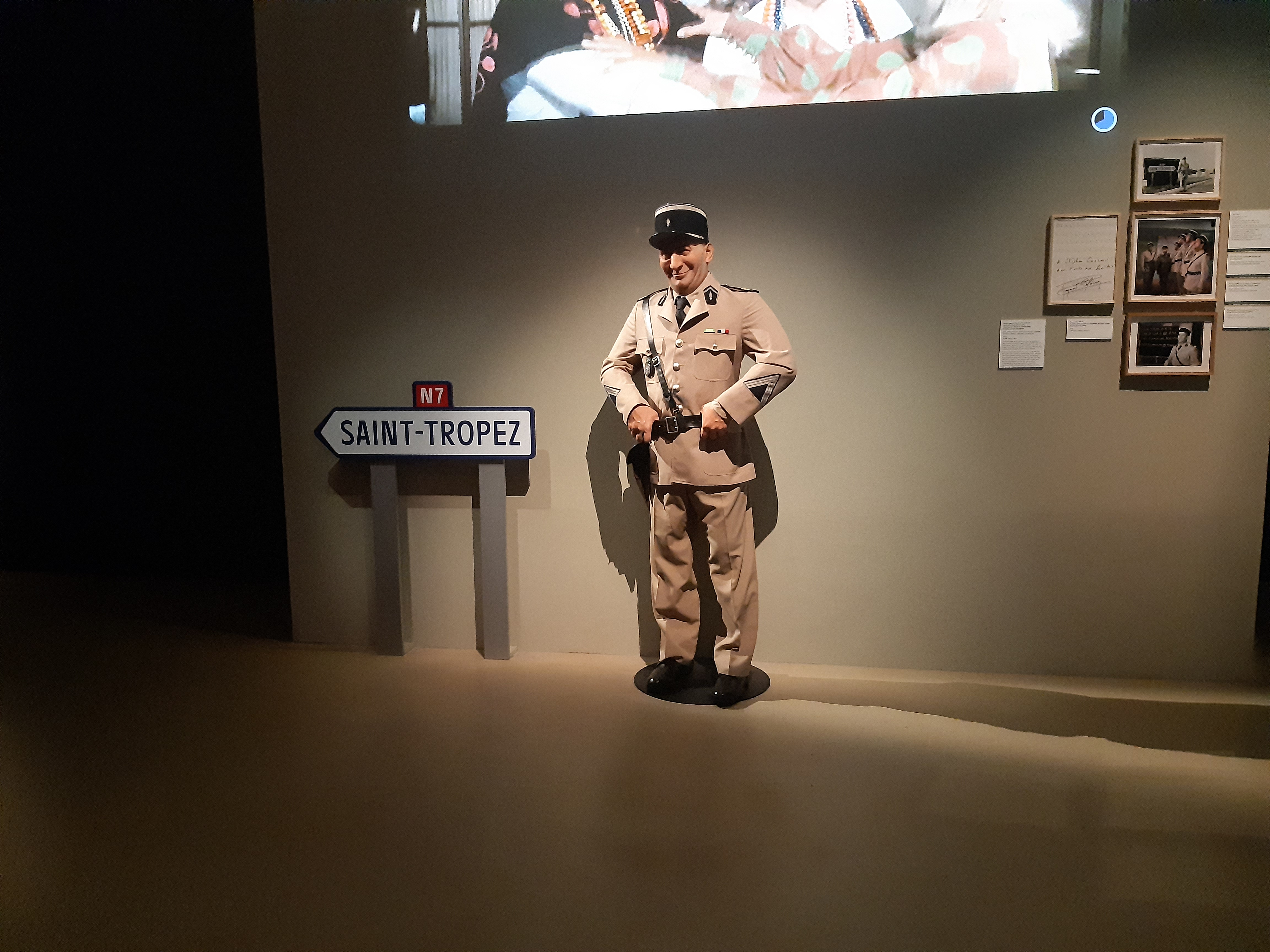
Statue de cire de Louis de Funès en gendarme de Saint-Tropez du musée Grévin, exposée à la Cinémathèque française en 2020.

Le Gendarme de Saint-Tropez mute le gendarme zélé Ludovic Cruchot d'un village tranquille à la bouillonnante cité balnéaire de la côte d'Azur, Saint-Tropez, au sein d'une brigade mollassonne dirigée par l'adjudant Gerber, quelque peu dépassé face aux nudistes et à l'agitation estivale. Reprenant en main ses hommes, Cruchot parvient enfin à confrondre les nudistes hors-la-loi. En parallèle, il doit aussi composer avec les nouvelles envies de liberté de sa fille Nicole. Pour s'intégrer à la remuante jeunesse dorée de Saint-Tropez, Nicole s'invente un père milliardaire. Le mensonge finit par impliquer Cruchot et les mêle au vol d'un tableau de maître par des gangsters. Cruchot doit naviguer entre deux identités sans se faire découvrir par ses collègues gendarmes. Il arrive finalement à arrêter les dangereux malfrats. Grâce à cette prise, Ludovic Cruchot est nommé général ; Nicole épouse l'un des jeunes de la bande et devient mère de jumeaux,,. Cette fin n'est pas prise en compte dans les films suivants : Cruchot demeure à son grade de maréchal-des-logis-chef et Nicole célibataire. La novélisation en fait rétrospectivement une scène de rêve.

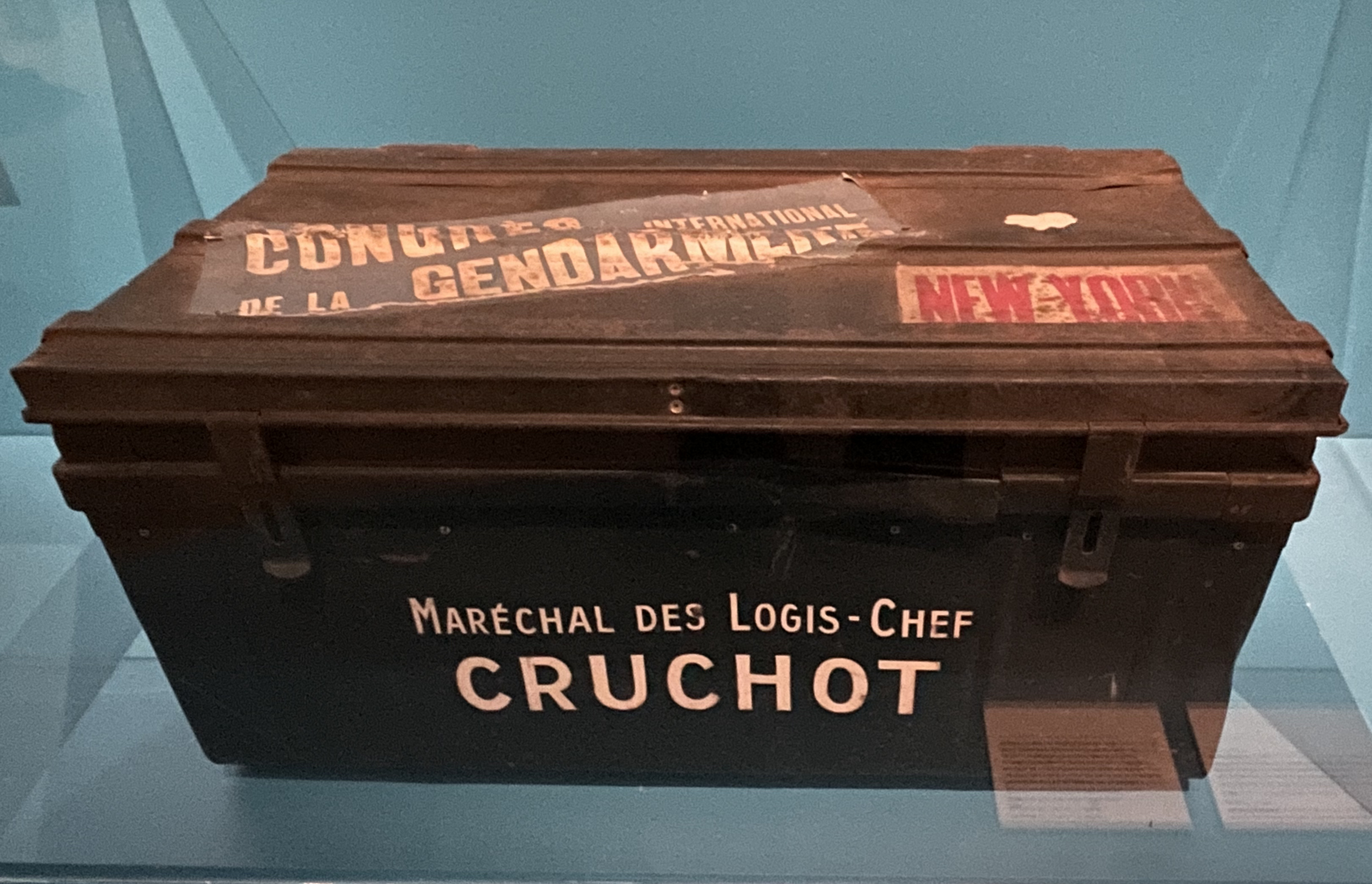
La cantine militaire de Ludovic Cruchot, utilisée dans Le Gendarme à New York et revue dans Le Gendarme et les Gendarmettes, exposée à la Cinémathèque.

Le Gendarme à New York convoque la brigade de Saint-Tropez aux États-Unis pour représenter la France à un congrès international de la gendarmerie. À l'insu de son père, Nicole s'invite clandestinement dans le voyage à bord du paquebot France. Les gendarmes partagent leur temps entre la visite de New York et les sessions de travail du congrès, tandis que Fougasse, est rapidement coincé à l'hôpital. Durant le trajet et les premiers temps du séjour, Cruchot croit halluciner en apercevant par instants sa fille, au point de passer pour dérangé auprès de ses hommes. Après avoir enquête, dans le dos de ses collègues, Cruchot retrouve Nicole. Le père et la fille s'allient pour parvenir à rentrer à Saint-Tropez sans être découverts par la brigade, afin de ne pas compromettre la réputation et la carrière de Cruchot, dont l'autorité a été bafouée.
Le Gendarme se marie place sur la route de Ludovic Cruchot l'élégante veuve d'un colonel de gendarmerie, Josépha. C'est le coup de foudre dès leur première rencontre, pourtant commencée par des invectives. Nicole comprend vite que son père est amoureux. Encouragé par Josépha, qui nourrit de grandes ambitions pour lui, Ludovic prépare un concours pour accéder au grade d'adjudant-chef, rapidement rejoint par l'adjudant Gerber. Cruchot devance son supérieur et obtient ce galon, prenant la tête de la brigade. Son règne sans partage est de courte durée puisque les résultats s'avèrent erronés : Gerber obtient le grade d'adjudant-chef et prend sa revanche sur son subordonné qui l'avait humilié. Un criminel précédemment mis sous les verrous par Cruchot s'évade et prend en otage Josépha pour se venger. Le gendarme vole au secours de sa bien-aimé. Le mariage de Ludovic et Josépha est célébré dans une cérémonie au folklore provençal, en même temps que celui de Nicole.
Le Gendarme en balade met tous les gendarmes de Saint-Tropez à la retraite anticipée contre leur gré. Des recrues plus jeunes et athlétiques les remplacent. Pendant des mois, Cruchot, nostalgique, se morfond dans le château de son épouse. Gerber vient lui apprendre que leur collègue Fougasse est devenu amnésique. Ils sautent sur l'occasion pour reformer l'équipe et descendre dans le sud pour lui faire recouvrer la mémoire. Les anciens gendarmes rendossent illégalement l'uniforme et reconstituent leurs morceaux de bravoure passés, dont la chasse aux nudistes, avant de découvrir que l'amnésie de Fougasse n'était que feinte. Ils défient ensuite des hippies puis leurs propres successeurs gendarmes. Fuyant dans le maquis, les retraités trouvent refuge dans un couvent, dirigé par leur amie la religieuse folle du volant. Ils l'aident à gérer des enfants turbulents, dont une bande joue dangereusement avec du matériel explosif pour construire des fusées. L'ex-brigade suit ces garnements jusqu'à un entrepot militaire où ils dérobent un missile. Gerber et Cruchot empêchent une catastrophe en désamorçant ce qui s'avérait être une ogive nucléaire. Pour leur héroïsme, et pour avoir ridiculisé la jeune garde, les six reprennent leur poste de gendarmes de Saint-Tropez.

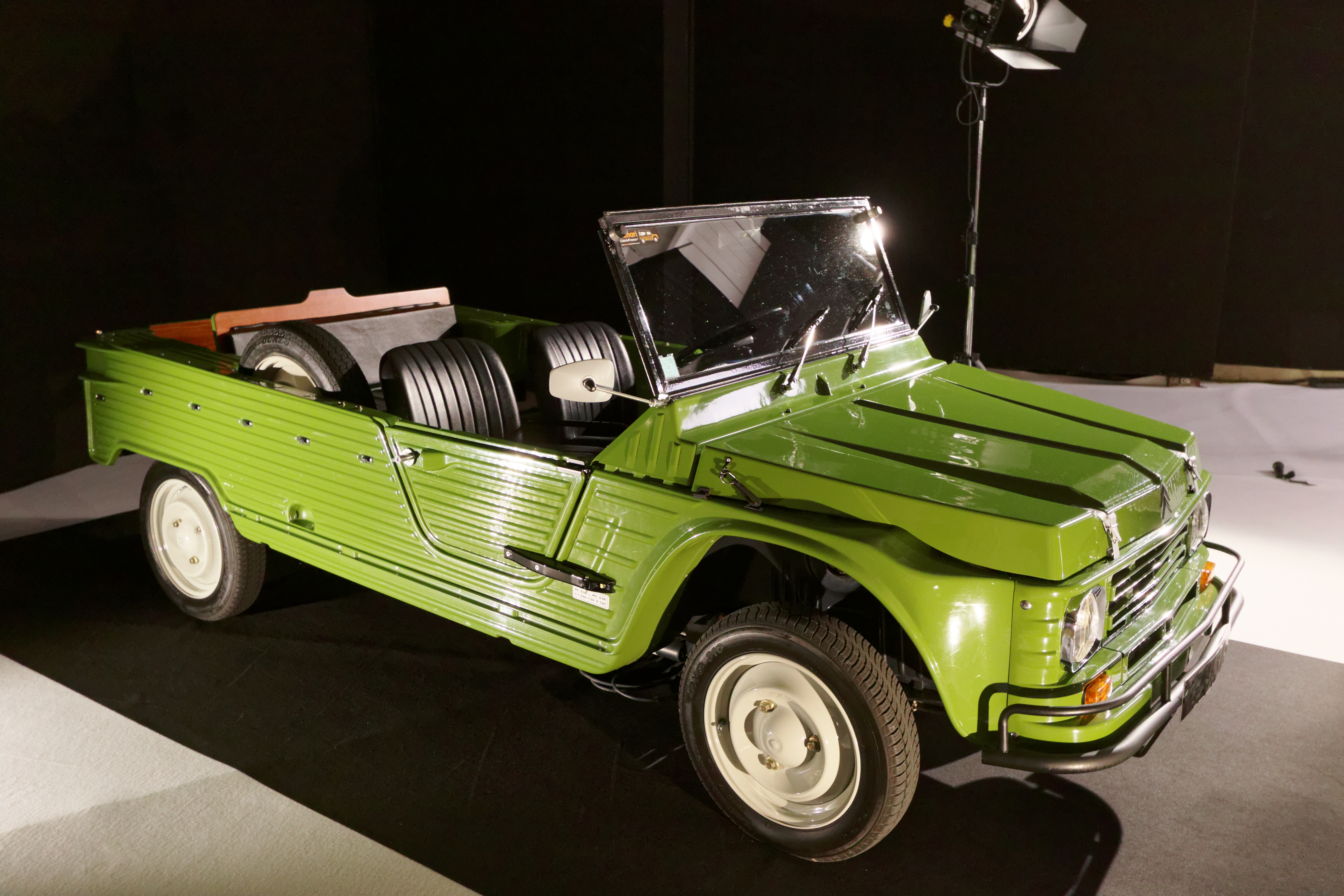
Une Citroën Méhari, véhicule dont sont équipés les gendarmes de Saint-Tropez dans les derniers films, exposée lors du Mondial de l'automobile de Paris en 2016.

Le Gendarme et les Extraterrestres confronte la brigade à des extraterrestres capables de prendre forme humaine, venus étudier la Terre. Les gendarmes Beaupied puis Cruchot sont les premiers à voir, incrédules, une soucoupe volante en pleine campagne. Ils subissent les moqueries du reste de la brigade et de la population. Des extraterrestres prennent ensuite contact avec eux, en adoptant l'apparence de leurs semblables. Dans un quiproquo, Cruchot agresse Gerber puis le colonel après avoir vu des extraterrestres à leur image. Considéré comme fou, il est mis aux arrêts et doit s'échapper pour mener l'enquête seul. Il parvient à convaincre la brigade de l'incursion extraterrestre. Les gendarmes de Saint-Tropez se lancent alors dans une bataille pour débusquer et anéantir ces visiteurs d'une autre planète.
Le Gendarme et les Gendarmettes commence par le déménagement de la brigade dans de nouveaux locaux, dotés d'un ordinateur surpuissant.. Les gendarmes sont également chargés par leur hiérarchie de former quatre auxiliaires féminines. La cohabitation ne se fait pas sans mal, provoquant quelques problèmes conjugaux à Cruchot. La brigade est désemparée lorsqu'un criminel international, spécialiste de l'espionnage informatique, enlève l'une après l'autre les nouvelles recrues afin d'accéder à des données militaires secret défense stockées dans l'ordinateur. Cruchot, travesti en gendarmette pour tendre un piège aux ravisseurs, est lui aussi enlevé. Débrouillardes, les quatre jeunes femmes se libèrent et mettent hors d'état de nuire leurs adversaires, au moment où la brigade en formation commando investit le repaire des malfaiteurs.

### Personnages et interprètes

Les neuf acteurs incarnant la brigade de Saint-Tropez au cours des six films
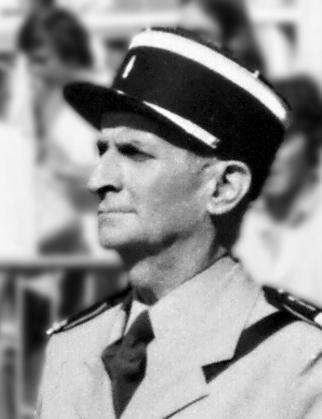
Louis de Funès en 1978.
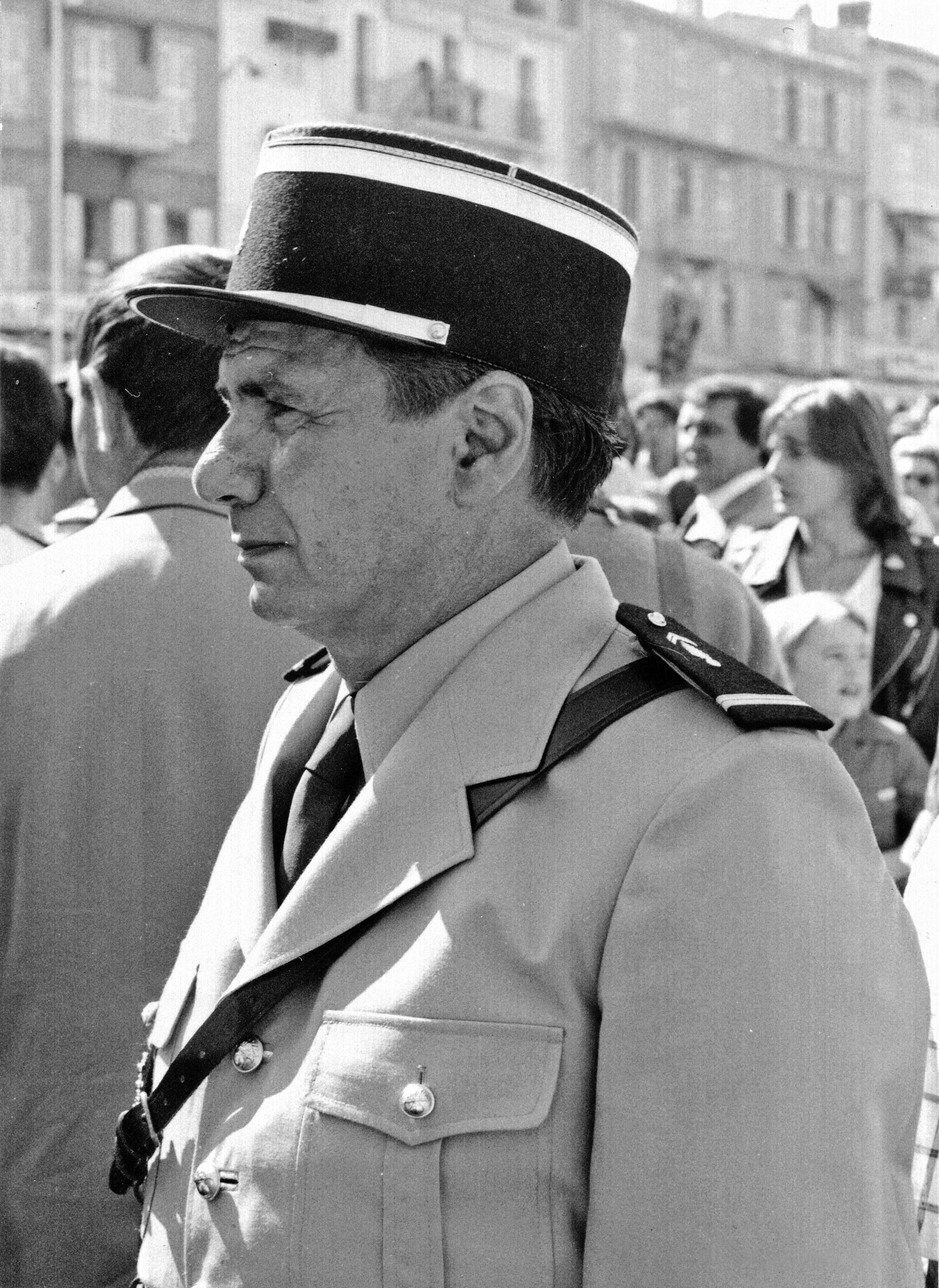
Michel Galabru en 1978.
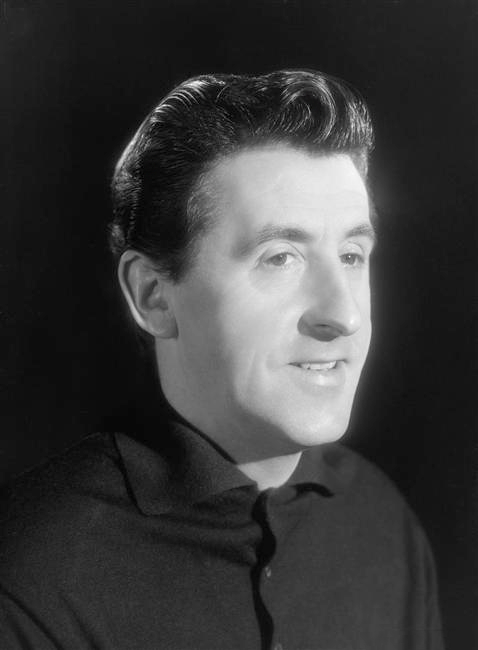
Jean Lefebvre en 1963.
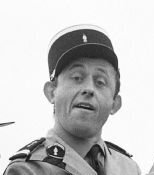
Christian Marin en 1965.
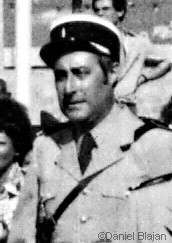
Guy Grosso en 1978.
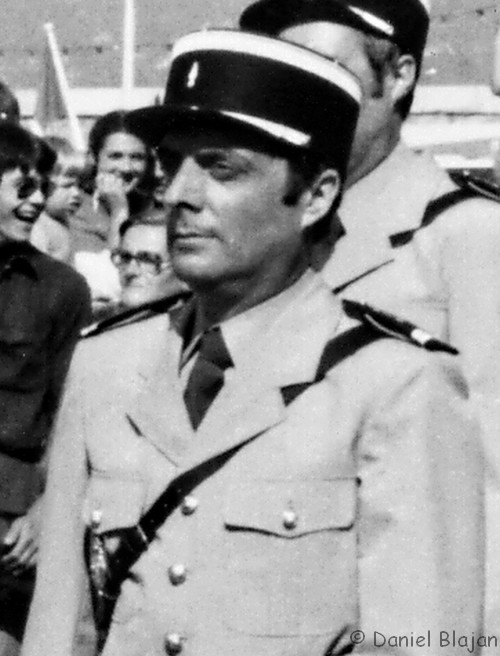
Michel Modo en 1978.
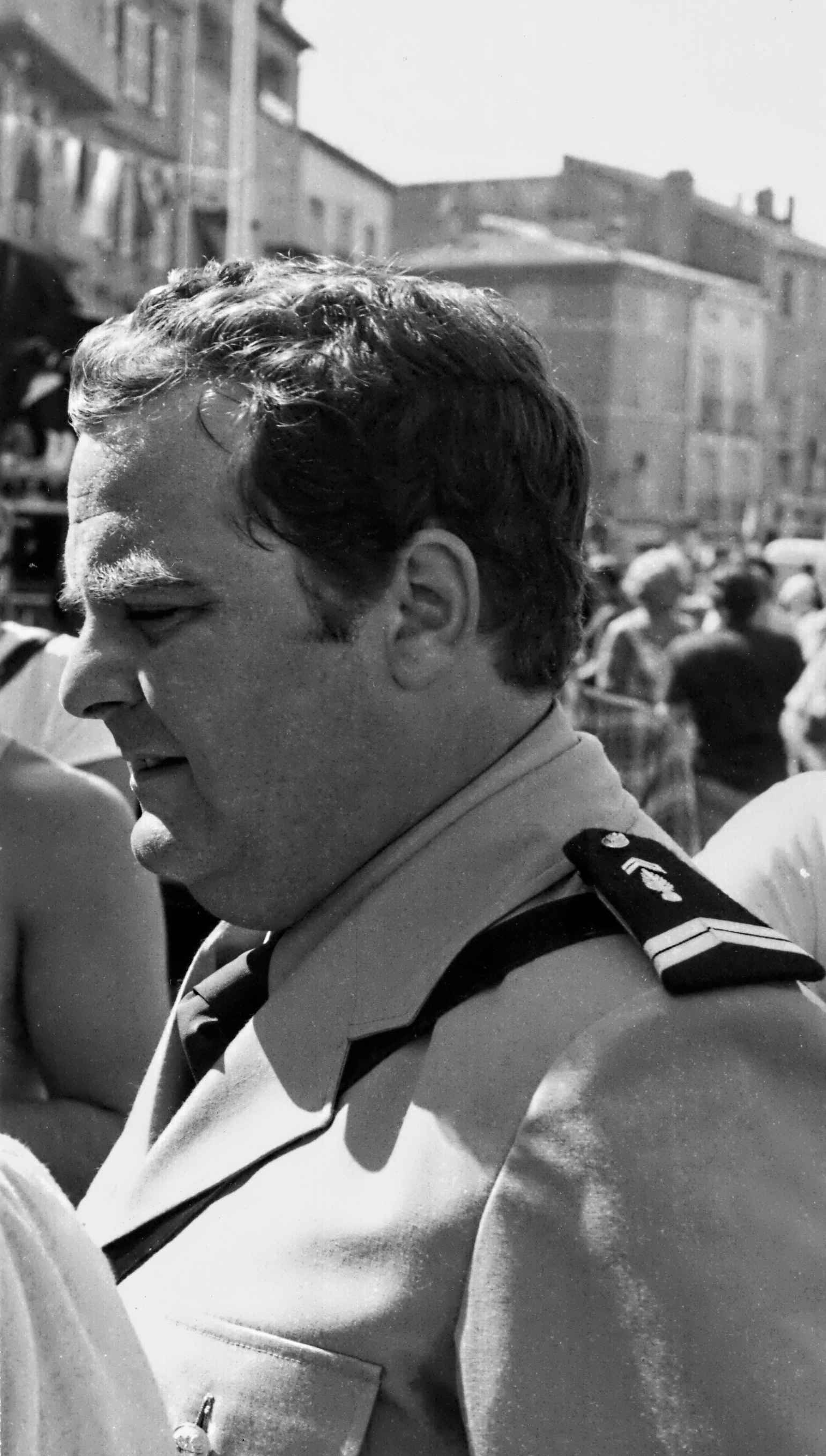
Maurice Risch en 1978.
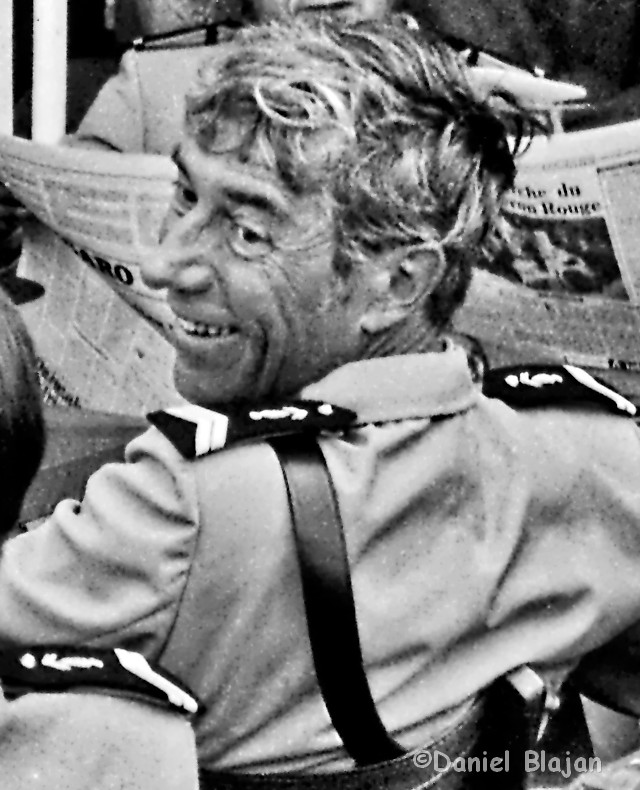
Jean-Pierre Rambal en 1978.
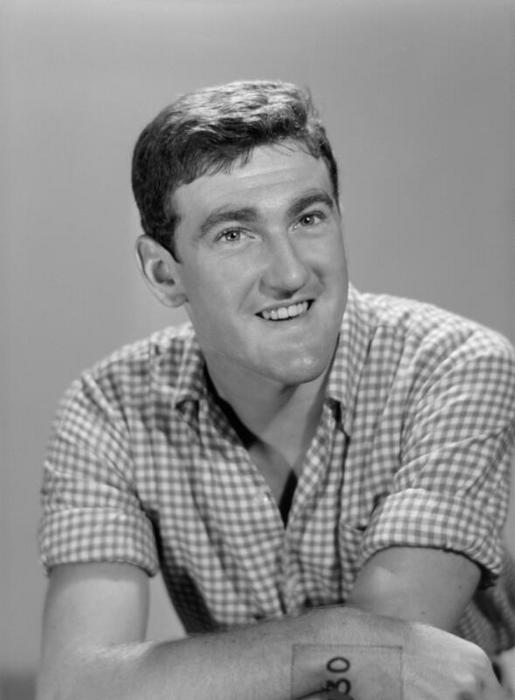
Patrick Préjean, années 1960.

Louis de Funès choisit ou approuve dès le premier film des partenaires qu'il a pour la plupart côtoyé au cinéma ou au théâtre.
Le gendarme Lucien Fougasse, avec sa mine faussement triste et l'air d'être toujours dépassé par les évènements, est incarné par Jean Lefebvre, spécialisé dans le rôle du « con », archétype du cinéma comique français ; Lefebvre est au départ au même niveau de célébrité que Louis de Funès et vit de plus en plus mal la prépondérance croissante de l'acteur principal au fil des films, résultant de l'explosion de sa popularité,,. Le gendarme Albert Merlot, blond dégingandé, est interprété par Christian Marin, précédemment valet dans Pouic-Pouic (1963),,. Les gendarmes Gaston Tricart et Jules Berlicot sont joués par le duo Grosso et Modo, que de Funès débauche du spectacle La Grosse Valse, où ils secondaient déjà son personnage de douanier ; ils s'établissent par la suite comme des seconds rôles récurrents du cinéma funésien,,,. À partir du cinquième film, le gendarme Beaupied, substituant Fougasse dans la position de faire-valoir, est figuré par Maurice Risch, fidèle partenaire funésien depuis les années 1960,. De même, Merlot est remplacé par un nouveau grand échalas, le gendarme Taupin, incarné par Jean-Pierre Rambal,,. Ce dernier est à son tour supplée dans l'ultime film par le gendarme Perlin, rôle tenu par Patrick Préjean,. Ces gendarmes subalternes appliquent les ordres sans grand zèle et font parfois preuve d'obséquiosité envers leurs chefs. Modo raconte a posteriori s'être plaint auprès de la vedette du manque de consistance et de caractérisation des membres de la brigade : Louis de Funès a reconnu le problème et l'a transmis au scénariste mais rien n'a évolué,. Marin estime quant à lui que « la présence des petits gendarmes s'amenuisait » au fur et à mesure des films.
À partir du troisième film, la brigade est régulièrement visitée par l'autoritaire et distingué colonel, rôle d'abord occupé par Yves Vincent puis par Jacques François, tous deux habitués aux personnages de notables. Il est assisté par Berthier, interprété par un acteur du même nom, René Berthier. Mme Gerber, épouse de l'adjudant, est incarnée par Nicole Vervil puis, pour les deux derniers films, par Micheline Bourday. Eddie, joué par Jean-Pierre Bertrand, est le seul membre de la bande d'amis de Nicole à apparaître dans plusieurs films.
Au cours des six films, plusieurs comédiens enchaînent différents rôles. Jean Droze est le gardien du yacht de Harpers dans le premier film et un des gendarmes italiens dans Le Gendarme à New York,. Dominique Zardi est successivement un gendarme italien dans le deuxième film, un gendarme passant l'examen d'adjudant-chef dans Le Gendarme se marie et un braconnier sur le domaine de Josépha dans Le Gendarme en balade. Mario David incarne le criminel « Frédo le boucher », antagoniste du Gendarme se marie, puis un simple voleur de bidon d'huile dans Le Gendarme et les Extraterrestres. Dominique Davray tient le rôle d'un professeur de danse dans le troisième film et devient une bonne sœur susceptible au cœur d'un running gag du quatrième. Madeleine Delavaivre est la mondaine Mme Boiselier dans le premier film et une religieuse au couvent dans le cinquième,. Percival Russel, acteur américain travaillant en France, campe un policier new-yorkais dans le deuxième film et un extraterrestre sous l'identité d'un touriste dans le cinquième.

## Fiche technique
N.B. : Pour plus de détails, voir le paragraphe « Fiche technique » de l'article de chaque film.
| Titre           | Le Gendarme de Saint-Tropez                            | Le Gendarme à New York                              | Le Gendarme se marie                            | Le Gendarme en balade                           | Le Gendarme et les Extraterrestres              | Le Gendarme et les Gendarmettes                       |
| --------------- | ------------------------------------------------------ | --------------------------------------------------- | ----------------------------------------------- | ----------------------------------------------- | ----------------------------------------------- | ----------------------------------------------------- |
| Réalisation     | Jean Girault                                           | Jean Girault                                        | Jean Girault                                    | Jean Girault                                    | Jean Girault                                    | Jean Girault                                          |
| Réalisation     |                                                        |                                                     |                                                 |                                                 | Tony Aboyantz                                   |                                                       |
| Scénario        | Richard Balducci, Jean Girault, Jacques Vilfrid        | Richard Balducci, Jean Girault, Jacques Vilfrid     | Richard Balducci, Jean Girault, Jacques Vilfrid | Richard Balducci, Jean Girault, Jacques Vilfrid | Richard Balducci, Jean Girault, Jacques Vilfrid | Richard Balducci, Jean Girault, Jacques Vilfrid       |
| Scénario        |                                                        |                                                     |                                                 | Gérard Beytout                                  |                                                 |                                                       |
| Scénario        |                                                        |                                                     |                                                 | Louis de Funès                                  |                                                 |                                                       |
| Photographie    | Marc Fossard                                           | Edmond Séchan                                       | Marcel Grignon                                  | Pierre Montazel                                 | Marcel Grignon                                  | Jean Boffety                                          |
| Son             | Jacques Gallois                                        | René-Clément Forget                                 | René Sarazin                                    | Jean Rieul                                      | Paul Lainé                                      | Paul Lainé                                            |
| Montage         | Jean-Michel Gautier                                    | Albert Jurgenson                                    | Jean-Michel Gautier                             | Armand Psenny                                   | Michel Lewin                                    | Michel Lewin                                          |
| Décors          | Sydney Bettex                                          | Sydney Bettex                                       | Sydney Bettex                                   | Sydney Bettex                                   | Sydney Bettex                                   | Sydney Bettex                                         |
| Musique         | Raymond Lefebvre                                       | Raymond Lefebvre                                    | Raymond Lefebvre                                | Raymond Lefebvre                                | Raymond Lefebvre                                | Raymond Lefebvre                                      |
| Production      | Gérard Beytout                                         | Gérard Beytout                                      | Gérard Beytout                                  | Gérard Beytout                                  | Gérard Beytout                                  | Gérard Beytout                                        |
| Production      | René Pignères                                          |                                                     |                                                 |                                                 |                                                 |                                                       |
| Sociétés        | Société nouvelle de cinématographie                    | Société nouvelle de cinématographie                 | Société nouvelle de cinématographie             | Société nouvelle de cinématographie             | Société nouvelle de cinématographie             | Société nouvelle de cinématographie                   |
| Sociétés        | Franca Films                                           | Champion                                            | Medusa                                          | Mega Films                                      |                                                 |                                                       |
| Budget          | 1,35 million de francs, (2,2 millions d'euros en 2024) | 3,2 millions de francs (5 millions d'euros en 2024) | NC                                              | NC                                              | NC                                              | 27 millions de francs (10,6 millions d'euros en 2024) |
| Genres          | Comédie policière                                      | Comédie policière                                   | Comédie policière                               | Comédie policière                               | Comédie policière                               | Comédie policière                                     |
| Genres          |                                                        |                                                     | Comédie romantique                              |                                                 | Science-fiction                                 |                                                       |
| Durée           | 98 min                                                 | 103 min                                             | 90 min                                          | 100 min                                         | 92 min                                          | 99 min                                                |
| Année de sortie | 1964                                                   | 1965                                                | 1968                                            | 1970                                            | 1979                                            | 1982                                                  |
| Pays d'origine  | France                                                 | France                                              | France                                          | France                                          | France                                          | France                                                |
| Pays d'origine  | Italie                                                 |                                                     |                                                 |                                                 |                                                 |                                                       |

## Distribution

### Les gendarmes principaux
|                 | Le Gendarme de Saint-Tropez (1964) | Le Gendarme à New York (1965) | Le Gendarme se marie (1968) | Le Gendarme en balade (1970) | Le Gendarme et les Extraterrestres (1979) | Le Gendarme et les Gendarmettes (1982) |
| Ludovic Cruchot | Louis de Funès                     | Louis de Funès                | Louis de Funès              | Louis de Funès               | Louis de Funès                            | Louis de Funès                         |
| Jérôme Gerber   | Michel Galabru                     | Michel Galabru                | Michel Galabru              | Michel Galabru               | Michel Galabru                            | Michel Galabru                         |
| Gaston Tricart  | Guy Grosso                         | Guy Grosso                    | Guy Grosso                  | Guy Grosso                   | Guy Grosso                                | Guy Grosso                             |
| Jules Berlicot  | Michel Modo                        | Michel Modo                   | Michel Modo                 | Michel Modo                  | Michel Modo                               | Michel Modo                            |
| Lucien Fougasse | Jean Lefebvre                      | Jean Lefebvre                 | Jean Lefebvre               | Jean Lefebvre                |                                           |                                        |
| Albert Merlot   | Christian Marin                    | Christian Marin               | Christian Marin             | Christian Marin              |                                           |                                        |
| Beaupied        |                                    |                               |                             |                              | Maurice Risch                             | Maurice Risch                          |
| Taupin          |                                    |                               |                             |                              | Jean-Pierre Rambal                        |                                        |
| Perlin          |                                    |                               |                             |                              |                                           | Patrick Préjean                        |

### Autres personnages
|                    | Le Gendarme de Saint-Tropez (1964) | Le Gendarme à New York (1965) | Le Gendarme se marie (1968) | Le Gendarme en balade (1970) | Le Gendarme et les Extraterrestres (1979) | Le Gendarme et les Gendarmettes (1982) |
| sœur/mère Clotilde | France Rumilly                     | France Rumilly                | France Rumilly              | France Rumilly               | France Rumilly                            | France Rumilly                         |
| Josépha Cruchot    |                                    |                               | Claude Gensac               | Claude Gensac                | Maria Mauban                              | Claude Gensac                          |
| Nicole Cruchot     | Geneviève Grad                     | Geneviève Grad                | Geneviève Grad              |                              |                                           |                                        |
| Mme Gerber         | Nicole Vervil                      | Viviane Méry                  | Nicole Vervil               | Nicole Vervil                | Micheline Bourday                         | Micheline Bourday                      |
| Le colonel         |                                    |                               | Yves Vincent                | Yves Vincent                 | Jacques François                          | Jacques François                       |
| Jean-Luc           | Patrice Laffont                    |                               |                             |                              |                                           |                                        |
| Eddie              | Jean-Pierre Bertrand               | Jean-Pierre Bertrand          | Jean-Pierre Bertrand        |                              |                                           |                                        |
| Berthier           |                                    |                               | René Berthier               | René Berthier                | René Berthier                             | René Berthier                          |
| Christine Rocourt  |                                    |                               |                             |                              |                                           | Catherine Serre                        |
| Marianne Bonnet    |                                    |                               |                             |                              |                                           | Babeth Étienne                         |
| Isabelle Leroy     |                                    |                               |                             |                              |                                           | Sophie Michaud                         |
| Yo Macumba         |                                    |                               |                             |                              |                                           | Nicaise Jean-Louis                     |

## Historique

### Un premier film au triomphe inattendu

#### Genèse

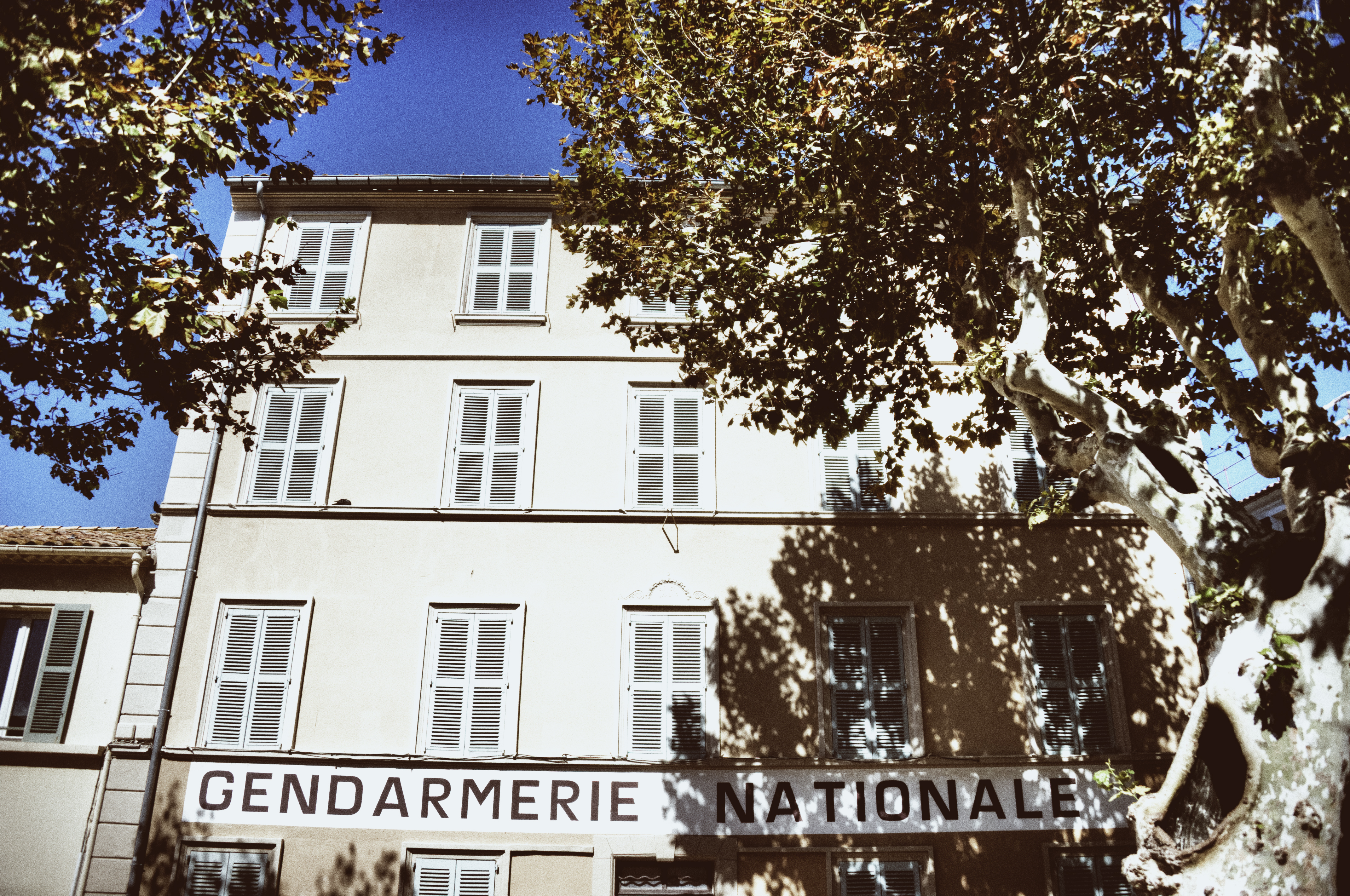
L'inspiration vient à Richard Balducci lors de sa venue mémorable à la gendarmerie de Saint-Tropez, après un vol subi dans les environs.

L'attaché de presse de cinéma Richard Balducci parcourt en décapotable la campagne entre Sainte-Maxime et Saint-Tropez, en repérages pour un nouveau scénario après Les Saintes Nitouches (1963),,. En s'éloignant de sa voiture pour observer une villa et admirer le panorama de Grimaud, il se fait voler sa caméra Beaulieu 16 mm, laissée sur l'un des sièges,,. Il va déposer plainte auprès de la petite brigade de gendarmerie de Saint-Tropez, place Blanqui,,.
Balducci est accueilli par « un gendarme bedonnant assis à califourchon devant la porte », étonné qu'une victime effectue cette démarche à l'heure du déjeuner,,. L'agent lui explique ingénument connaître son voleur car les gendarmes l'ont raté quelques jours plus tôt et déclare ne rien pouvoir faire dans l'immédiat,. À la vue d'un tableau lumineux en train de clignoter, le brigadier indique qu'il s'agit d'alertes transmises depuis Toulon mais avoue nonchalamment ne plus y prêter attention,. À la fois abasourdi, énervé et amusé par cette rencontre insolite, Richard Balducci quitte la gendarmerie et promet de rendre célèbre une telle bande d'incompétents,,,.

#### Le Gendarme de Saint-Tropez
Quelque temps après, Balducci rédige un premier synopsis d'une dizaine de pages, enrichi de certaines caractéristiques de la vie tropézienne, avec une chasse aux nudistes, le port de Saint-Tropez et sa « faune », les cafés renommés et, s'inspirant d'un article de presse, le vol d'un tableau de maître,. Ayant été l'attaché de presse des films de Jean Girault Pouic-Pouic  (1963) et Faites sauter la banque (1964) avec pour interprète Louis de Funès, il confie sa mésaventure à ce dernier qui trouve le sujet excellent,. Le comique lui avance l'idée de confronter un gendarme sous-officier acharné, atrabilaire et obséquieux et un autre, débonnaire et depassé ; il ajoute un détail décisif, le second serait le supérieur hiérarchique du premier.

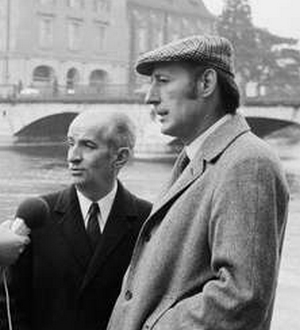
Louis de Funès et le réalisateur Jean Girault en 1970.

Richard Balducci s'associe au réalisateur Jean Girault et son fidèle coscénariste Jacques Vilfrid pour concevoir le film,. Initialement, Girault ne parvient pas à convaincre de producteurs, de récents films sur la gendarmerie ayant connu des résultats inégaux. Les financiers estiment Louis de Funès pas vraiment bankable et demandent à Girault de proposer le rôle principal à Darry Cowl ou à Francis Blanche, têtes d'affiche de ses précédents succès,. Cowl et Blanche déclinent l'offre,. Louis de Funès a néanmoins l'avantage de ne pas être très cher. Après divers refus, les producteurs René Pignères et Gérard Beytout de la Société nouvelle de cinématographie récupèrent le projet et acceptent d'accorder le premier rôle à Louis de Funès, tout comme l'usage de la couleur, une innovation coûteuse défendue par les auteurs pour retranscrire au mieux l'ambiance tropézienne,. Selon la pratique du moment, la SNC coproduit avec un partenaire européen, la société italienne Franca Films.
L'équipe rassemble des artistes et techniciens pour la plupart issus des précédents films de Girault et Vilfrid. Le trio de scénaristes se répartit les tâches : Girault s'occupe à préparer sa mise en scène, Vilfrid s'attache aux dialogues et Balducci construit le scénario. Suivant de près l'écriture, Louis de Funès apporte quelques idées, dont l'intervention d'une religieuse en Citroën 2 CV. Marc Fossard tient le poste de directeur de la photographie, après l'avoir été sur Pouic-Pouic. Devenant des collaborateurs attitrés du réalisateur, Sydney Bettex conçoit les décors et Raymond Lefebvre la musique.

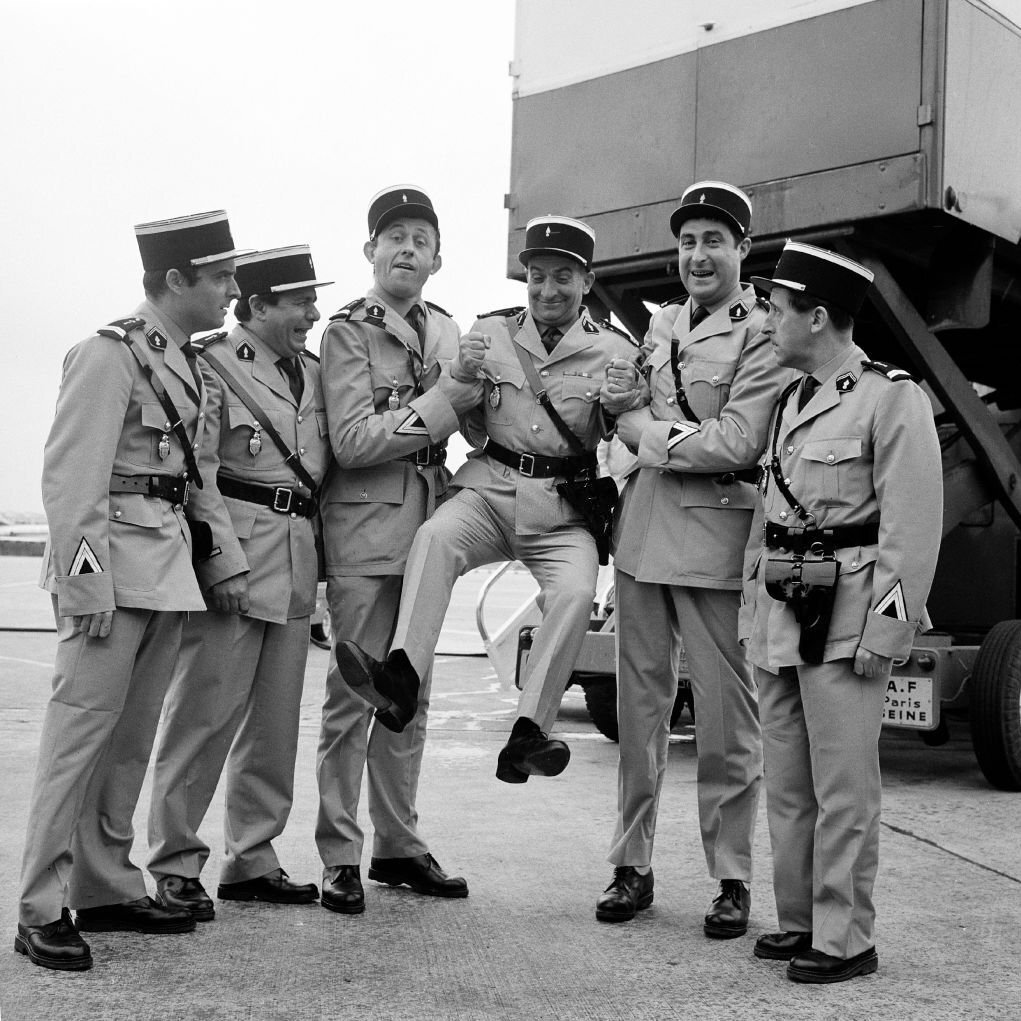
La brigade des quatre premiers films, Michel Modo, Michel Galabru, Christian Marin, Louis de Funès, Guy Grosso et Jean Lefebvre lors du tournage du Gendarme à New York.

Le tournage a lieu de mai à juillet 1964, principalement à Saint-Tropez (montrant la véritable gendarmerie visitée par Balducci), Gassin, Ramatuelle, La Croix-Valmer, ainsi qu'à Belvédère dans les Hautes-Alpes pour la scène d'ouverture et aux studios de la Victorine à Nice,,. L'ambiance du tournage est détendue, ce petit film sans ambitions étant sans enjeu. Jean Girault laisse une grande liberté à sa distribution et accepte aisément de modifier le scénario pour incorporer les improvisations, idées ou suggestions de ses acteurs. Grâce à une rigoureuse préparation technique, il travaille vite et livre trois à cinq minutes utiles de film par jour. Tous issus du même petit monde de la comédie à la française, les six comédiens des gendarmes sont sur un pied d'égalité et se connaissent déjà. Ils se retrouvent à la projection des rushes, où ils peuvent exprimer librement leur avis sur les plans et d'éventuelles modifications à apporter. Preuve de cet esprit de concertation, certaines scènes sont retournées pour tenir compte de ces discussions. Louis de Funès n'a pas l'ascendant sur ses partenaires, sur le tournage autant qu'à l'image dans les scènes collectives. Friand de ses améliorations, Girault lui permet de collaborer à la mise en scène et au montage. À part, la bande de jeunes est très turbulente et néglige le tournage, préférant profiter de ce cadre de vacances,.
Le Gendarme de Saint-Tropez, sorti discrètement en septembre 1964, est un triomphe commercial avec plus de quatre millions d'entrées en un an,. La critique, négligeant au départ le film, est agréablement surprise, saluant sa gaieté, ses couleurs, et la révélation de Louis de Funès,,,. Ce dernier devient, tardivement, un acteur reconnu et « bankable », véritable phénomène du box-office pour les deux prochaines décennies,,. Il remporte également la Victoire du cinéma de l'acteur français, décernée par le collège des exploitants de salles, l'une des rares récompenses de sa carrière,.

### Suites à succès

#### Le Gendarme à New York

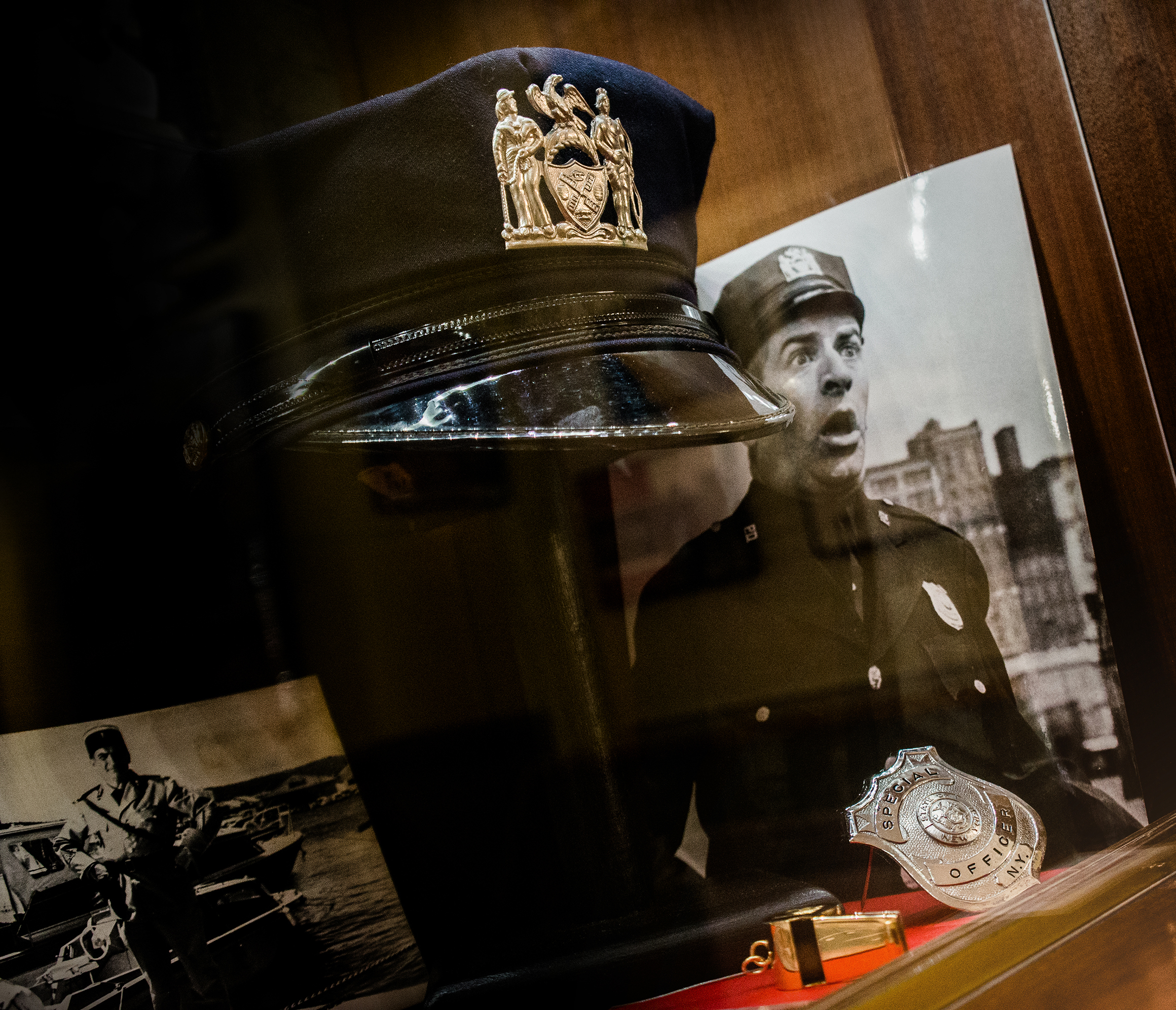
Casquette et insigne de la police de New York portés par Ludovic Cruchot. Exposé au musée Louis de Funès du château de Clermont.

Dès le tournage, les scénaristes, le réalisateur et Louis de Funès évoquaient l'idée de donner une suite au Gendarme de Saint-Tropez. Le triomphe commercial du film incite les producteurs René Pignères et Gérard Beytout de la SNC à lancer rapidement une nouvelle aventure de Cruchot et sa brigade. Louis de Funès suggère de faire voyager son gendarme à l'étranger pour renouveler l'histoire. Le succès international du film convainc les producteurs d'explorer cette piste, d'autant plus que les distributeurs étrangers se déclarent très intéressés par une suite. Après avoir pensé à Mexico ou Tokyo, le choix de la destination se porte finalement sur New York, ville que connaît bien le scénariste Richard Balducci et qui s'avère également être familière aux spectateurs du monde entier.
Du précédent film, l'aventure réunit les six comédiens des gendarmes, Geneviève Grad et même un caméo de la religieuse incarnée par France Rumilly,,. Le tournage se passe de mai à juillet 1965, brièvement à Saint-Tropez, puis à Paris, au Havre, sur le France traversant l'océan Atlantique et à New York, ainsi qu'aux studios de Billancourt,,,. Le budget décuplé offre un certain confort, notamment lors la luxueuse traversée en paquebot, même si la partie américaine du tournage s'avère épuisante,,. Tandis que Jean Girault et Louis de Funès approfondissent leur relation de travail en parfaite symbiose, de premières difficultés apparaissent avec Jean Lefebvre, conduisant à réduire son rôle ; le réalisateur commence à mettre davantage en valeur sa vedette, au détriment des autres rôles,,.
Le Gendarme à New York, sorti dès octobre 1965, rencontre un beau succès pour une suite, engrangeant près de quatre millions d'entrées en un an,. Il reçoit des critiques contrastées, entre les laudateurs de Louis de Funès et les dénonciateurs d'un cinéma « commercial » jugé le plus bas. D'autres voyages sont à nouveau prévus par les scénaristes pour les films suivants (en Union soviétique, en Suisse ou au Mexique lors des Jeux olympiques de 1968) avant de s'orienter vers d'autres idées,.

#### Le Gendarme se marie

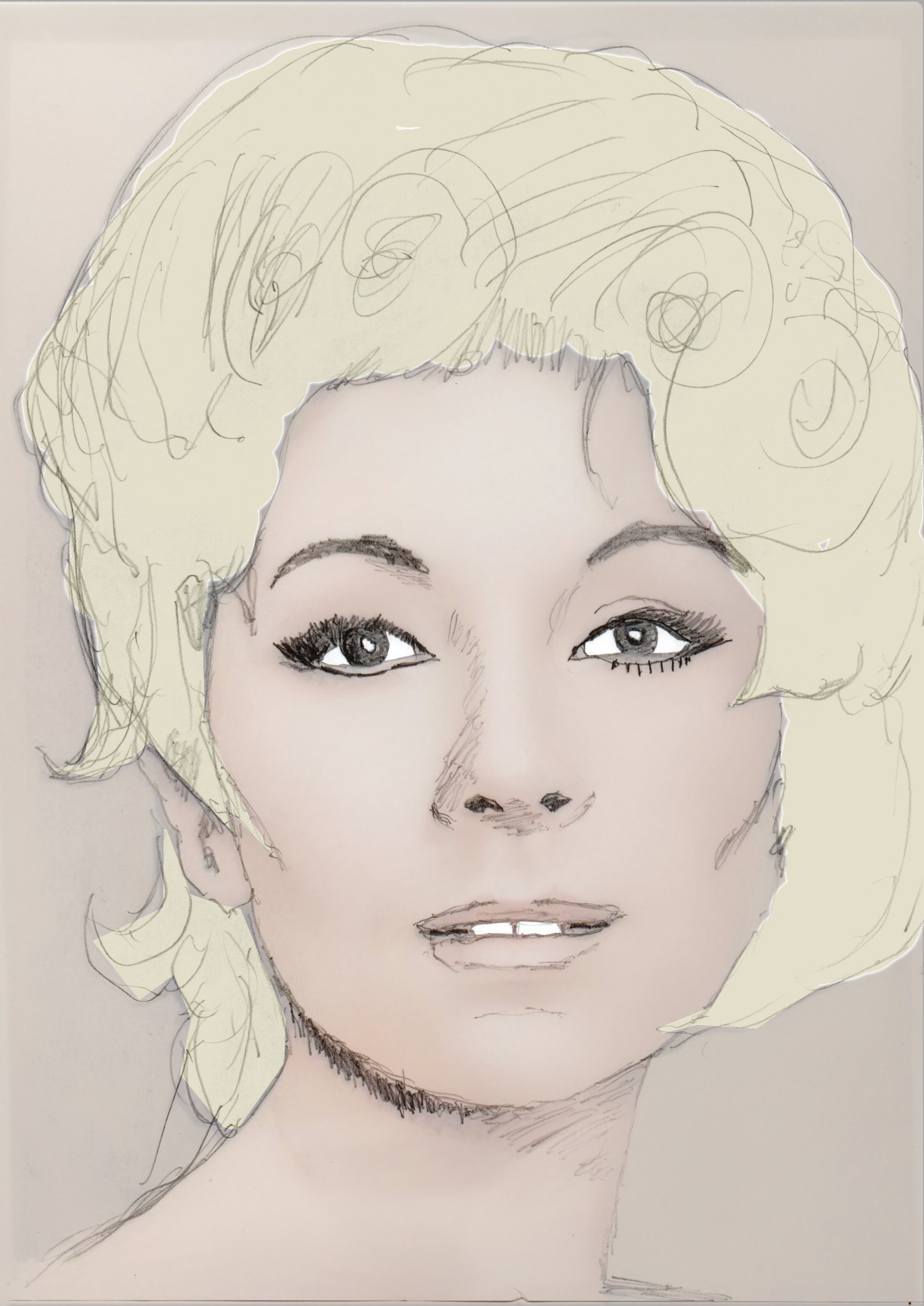
Après Oscar et Les Grandes Vacances, Claude Gensac devient également l'épouse du Gendarme.

Après deux succès d'affilée, le réalisateur Jean Girault, son co-scénariste Jacques Vilfrid, et leur partenaire Richard Balducci décident d'un troisième film dans lequel le personnage de Louis de Funès se marierait. Pour être sûr que le sujet plaise aux amateurs de la série, Girault et Vilfrid lancent un sondage dans la presse et obtiennent des résultats favorables pour un film où Cruchot convole. Au détour d'un interview, en juin 1967, lorsqu'il tourne Les Grandes Vacances, l'acteur principal qualifie d'« ultime Gendarme » Le Gendarme se marie. Il choisit Claude Gensac pour tenir le rôle de la nouvelle épouse de Cruchot, la maintenant ainsi dans ce statut d'épouse de ses personnages après Oscar et Les Grandes Vacances,,.
Des précédents films, reviennent tous les autres gendarmes — Michel Galabru, Jean Lefebvre, Christian Marin, Guy Grosso et Michel Modo — ainsi que Geneviève Grad dans le rôle de la fille de Cruchot et France Rumilly dans le rôle de la religieuse. Yves Vincent apparaît pour la première fois dans le rôle du colonel de gendarmerie. Commençant fin mai 1968, le tournage est rapidement interrompu, pour plusieurs semaines, par les grèves du mouvement en cours dans tout le pays, auxquels les techniciens témoignent de leur soutien, au grand dam de Louis de Funès et des producteurs,,,,. Une fois le travail repris, le retard contraint le tournage à devoir composer avec la foule des estivants. Louis de Funès a du mal à retrouver ses marques après cette pause mais finit par livrer de brillantes improvisations. Les prises de vues ont lieu à Saint-Tropez, Gassin, Ramatuelle, Cogolin, Draguignan, La Motte et Port Grimaud, ainsi qu'aux studios de Billancourt, traînant jusqu'aux derniers jours d'août,.
Le Gendarme se marie, sorti en salles en octobre 1968, réunit en un an 5,4 millions d'entrées. Nourrie d'accusations de coupes au montage proférées par Jean Lefebvre, la critique regrette un déséquilibre entre l'acteur principal et ses partenaires, estimant que Louis de Funès « a fait le vide autour de lui »,. De fait, de nombreuses séquences tournées ont disparues au montage, dont une onéreuse rêverie sous-marine filmée par Paul de Roubaix et des développements des personnages de Nicole et Fougasse,. Pour Louis de Funès, le film demeure son Gendarme préféré.

#### Le Gendarme en balade

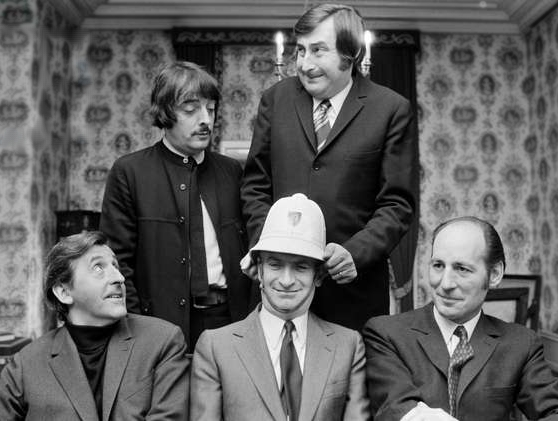
Quatre des six gendarmes aux côtés de Jean Girault à Genève pour la promotion du Gendarme en balade en décembre 1970.

Le quatrième film, Le Gendarme en balade, met l'ensemble de la brigade de Saint-Tropez à la retraite anticipée, remplacée par de nouvelles recrues plus jeunes et vaillantes,,. La distribution rassemble pour la dernière fois l'équipe d'origine des gendarmes — Louis de Funès, Michel Galabru, Jean Lefebvre, Christian Marin, Guy Grosso et Michel Modo — entourés de Claude Gensac en Mme Cruchot, France Rumilly en religieuse devenue Mère supérieure et Yves Vincent en colonel, tandis que Geneviève Grad n'a pas souhaité revenir,. L'acteur-vedette est heureux de retrouver Jean Girault et leur Gendarme, un interlude reposant au milieu d'un enchaînement de tournages éprouvants, où il regagne sa place de maître des évènements.
Comme pour répondre aux reproches de Jean Lefebvre sur le film précédent, l'intrigue repose sur son personnage de Fougasse,,. En le sachant devenu amnésique, l'ancienne brigade se réunit et revient à Saint-Tropez pour lui faire recouvrer la mémoire, reconstituant leur glorieux passé en rendossant illégalement l'uniforme, en faisant la circulation ou en traquant les nudistes. Cette situation permet de montrer la brigade plus ensemble que jamais dans la série. Le tournage a lieu, de mai à juillet 1970, à Saint-Tropez, Gassin, Ramatuelle, La Croix-Valmer, Hyères, au château de Nandy et aux studios de Billancourt,. Louis de Funès déclare à la presse : « Je me suis habitué à ce personnage de Cruchot. C'est devenu une vieille amitié entre nous. J'ai bien peur d'avoir du mal à rompre avec lui ».
Le Gendarme en balade, sorti en octobre 1970, est un grand succès avec plus de 4 millions d'entrées en un an et ramène Louis de Funès à de meilleurs résultats à une époque où il essuie plusieurs déconvenues — modérées — au box-office. Les critiques sont essentiellement négatives, fustigeant une énième suite fondée sur la redite,. Par exemple, Télérama dénigre cet aspect nostalgique : « le gendarme radote et raconte ses exploits d'antan. Les gags sont gros comme des boules de pétanque et les personnages, attristants de bêtise, paradent, fiers et bouffons, la démarche militaire, l'œil inintelligent, chantonnant leur refrain ».

#### Années d'incertitude
L'humeur de Louis de Funès à l'égard de son Gendarme devient ensuite changeante. En pleine production du quatrième opus, il exprimait l'envie de rajeunir la brigade dans le prochain film, en mêlant les acteurs des précédents films à de jeunes acteurs de « 20 à 22, pleins de talent, futurs grands comiques que personne ne songe à employer ». Après Le Gendarme en balade, il confie plutôt son souhait d'arrêter la série,. Occupée ailleurs, la tête d'affiche ne valide pas les nouvelles propositions de Gendarme qui lui sont faites. À la rentrée 1973, où Louis de Funès entame la pièce de théâtre La Valse des toréadors, la presse évoque Le Fantôme du Gendarme de Saint-Tropez, dont Richard Balducci a écrit le scénario, et qui doit se tourner au cours de la saison. Au printemps 1974, Balducci travaille sur un cinquième épisode intitulé Le Gendarme à l'exercice, avec un tournage prévu au début de l'été 1975,. Après l'épuisante performance de La Valse des toréadors sur scène, où il a eu plusieurs alertes cardiaques, Louis de Funès annule le projet, préférant prendre une pause d'un an avant de se lancer dans Le Crocodile de Gérard Oury, dont le tournage prévu pour mai 1975 s'annonce très physique.
En mars 1975, l'acteur sexagénaire sursollicité est victime de deux infarctus à neuf jours d'intervalle,,. Ces problèmes de santé semblent mettre un terme à sa carrière et Le Crocodile est abandonné. Les médecins lui imposent un régime alimentaire drastique et lui ordonnent d'arrêter définitivement son métier, au cinéma autant qu'au théâtre, incompatible avec son état,,,. Une fois remis sur pied, il espère jouer à nouveau dans un film mais le milieu du cinéma le considère comme professionnellement fini, l'imaginant trop diminué voire mourant,,,. Un admirateur, le jeune producteur Christian Fechner, se bat face aux compagnies d'assurances réticentes à faire tourner un comédien cardiaque et parvient à le faire retrouver le chemin des plateaux,,. Louis de Funès réapparaît à l'écran, amaigri et plus assagi, dans L'Aile ou la Cuisse (1976) puis La Zizanie (1978), dont les succès prouvent l'attachement toujours intact du public envers le vénérable comique,,.

### Retour tardif

#### Le Gendarme et les Extraterrestres

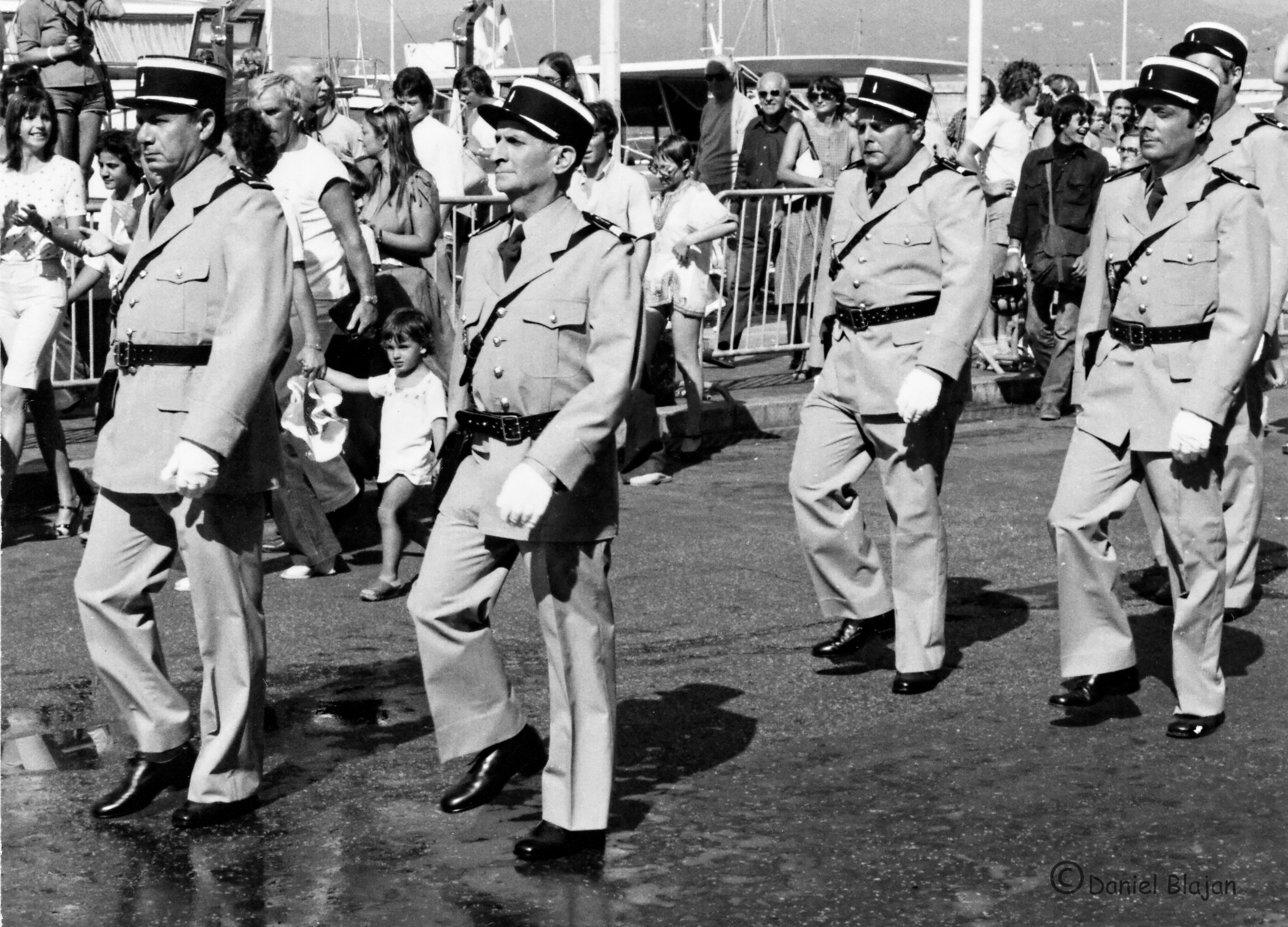
Bien que diminué, Louis de Funès revient au Gendarme neuf ans après dans Le Gendarme et les Extraterrestres.

En septembre 1977, fort de son retour réussi sur grand écran, Louis de Funès fait part au producteur Gérard Beytout de sa volonté de retrouver le gendarme de Saint-Tropez. Les excellentes audiences des quatre films à la télévision témoignent de l'attrait persistant du public pour son Gendarme. Après des années difficiles, la vedette a besoin de ce « retour aux sources » pour se jauger et revenir à un rôle qu'il maîtrise parfaitement et au confort d'un cinéma fait entre amis. Il n'a plus tourné avec Jean Girault depuis Jo (1971). Le mois suivant, il demande au scénariste Jacques Vilfrid de se lancer dans l'écriture du projet. Richard Balducci ne s'implique que de loin dans ce cinquième film.
Impressionné par Rencontres du troisième type de Steven Spielberg et ses effets spéciaux, l'acteur principal décide que le cinquième film aura pour intrigue une rencontre entre des extraterrestres et la brigade de Saint-Tropez. Le thème des extraterrestres est alors très à la mode en cette fin des années 1970, au cinéma comme à la télévision, en plein renouveau de la science-fiction enclenché par le succès de La Guerre des étoiles. La production requiert l'appui de l'entreprise aérospatiale Matra pour la fabrication des deux soucoupes volantes nécessaires au scénario,,,.
La distribution subit quelques modifications. Jean Lefebvre est annoncé dans la presse et convoqué mais la production l'écarte finalement deux semaines avant le tournage. Il paie ainsi son manque de diplomatie sur les précédents films, ainsi que ses exigences sur l'étendue de son rôle et le montant de son cachet,. Son personnage de Fougasse est substitué par un rôle équivalent, Beaupied, tenu par Maurice Risch,. Christian Marin et Claude Gensac, pris par des pièces de théâtre, ne peuvent reprendre leurs rôles,. Le gendarme Merlot est remplacé par un nouveau grand échalas, Taupin, incarné par Jean-Pierre Rambal. Le rôle de Josépha Cruchot est réduit et confié à Maria Mauban le temps d'un film.
Les prises de vues ont lieu de septembre à octobre 1978, à Saint-Tropez, Ramatuelle, Gassin et Sainte-Maxime, dans une ambiance de détente et de camaraderie,,. Du retard est pris pour laisser Louis de Funès tourner à son rythme et reprendre les scènes à sa guise. Avec l'aval du réalisateur, la vedette s'implique aussi dans la direction d'acteurs,. La fin du tournage est endeuillée par l'accident mortel provoqué par une cascade automobile ratée devant la gendarmerie, obligeant l'équipe à se replier sur Port Grimaud pour achever les scènes restantes dans un climat tendu,.
Le Gendarme et les Extraterrestres sort en février 1979 et comptabilise 6 millions d'entrées en plus d'un an,. Ce retour du Gendarme neuf ans après offre à Louis de Funès le dernier triomphe au box-office de sa carrière. Son public n'a désormais droit qu'à un film par an. La critique réserve un accueil sévère au film, même si certains estiment qu'il est « sauvé » par la prestation de l'acteur principal.

#### Une revanche des extra-terrestres

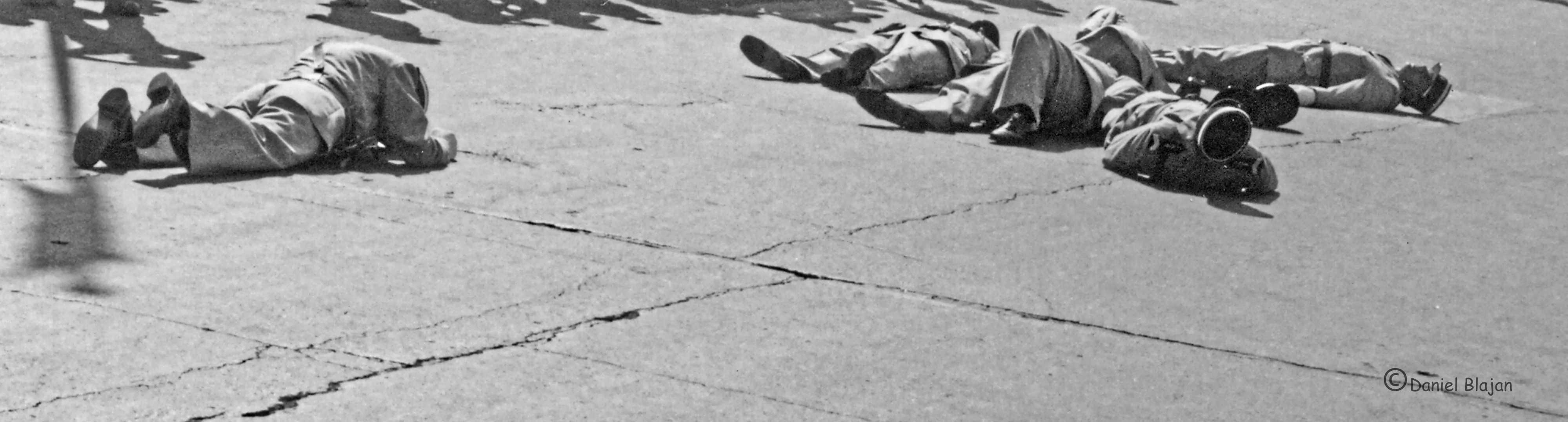
Les extra-terrestres vaincus par la brigade de Saint-Tropez devaient se venger dans une suite, abandonnée au profit de La Soupe aux choux.

Le surprenant succès en salles du cinquième film incite l'équipe à penser immédiatement à un sixième, mettant en scène la vengeance des extra-terrestres battus. Lors de la promotion, Louis de Funès évoque ses envies et ses potentiels futurs films : « J'ai commencé à écrire. D'autres, aussi, écrivent pour moi… Je prends des notes tout le temps… Des choses qui m'amusent, des situations muettes de préférence. Je voudrais que mon prochain film soit presque muet ». La future production prend corps à l'été 1979. Lors du tournage de L'Avare, projet plus personnel que monte Louis de Funès entre-temps, le prochain Gendarme est annoncé, provisoirement intitulé Le Gendarme et la Revanche des Extra-terrestres. Suivant le rêve — souvent évoqué mais sans cesse reporté — de l'acteur principal de tourner un film muet, cette suite dans l'espace aurait été presque muette, avec beaucoup d'effets spéciaux, des scènes en apesanteur, des trucages vidéo et des trouvailles sonores,.
L'un des synopsis envisagés serait que Cruchot soit enlevé par les extra-terrestres revanchards et, après un voyage en apesanteur, serait conduit sur une planète étrange, propice à des expériences anormales. Louis de Funès lui-même évoque l'intrigue en ces termes : « Les extra-terrestres ont perdu une bataille mais pas la guerre. Ils m'enlèvent avec tous les gendarmes, et nous voilà dans l'espace, en apesanteur puis sur une planète bizarre, où nous attendent d'insolites aventures ». Une autre possibilité serait que la brigade soit enlevée et amenée sur une planète uniquement peuplées de jolies filles ; la production lance une annonce dans France-Soir auprès des jeunes comédiennes qui doivent envoyer une photo en pied pour postuler sur Le Gendarme et la Vengeance des Extra-terrestres, à la fin de l'année 1979.
Le sixième Gendarme est sur le point d'être tourné à l'été 1981. Les décors sont en préparation et les repérages ont été lancés,. Après L'Avare, Louis de Funès annule le projet et s'oriente plutôt sur l'adaptation du roman La Soupe aux choux de René Fallet, une autre histoire de rencontre extra-terrestre, qui sort en salles en décembre 1981,. Au moment de revenir au Gendarme de Saint-Tropez, l'idée d'un retour des extra-terrestres est de nouveau écartée, pour ne pas lasser le public de l'acteur après déjà deux films sur le sujet,,.

#### Le Gendarme et les Gendarmettes

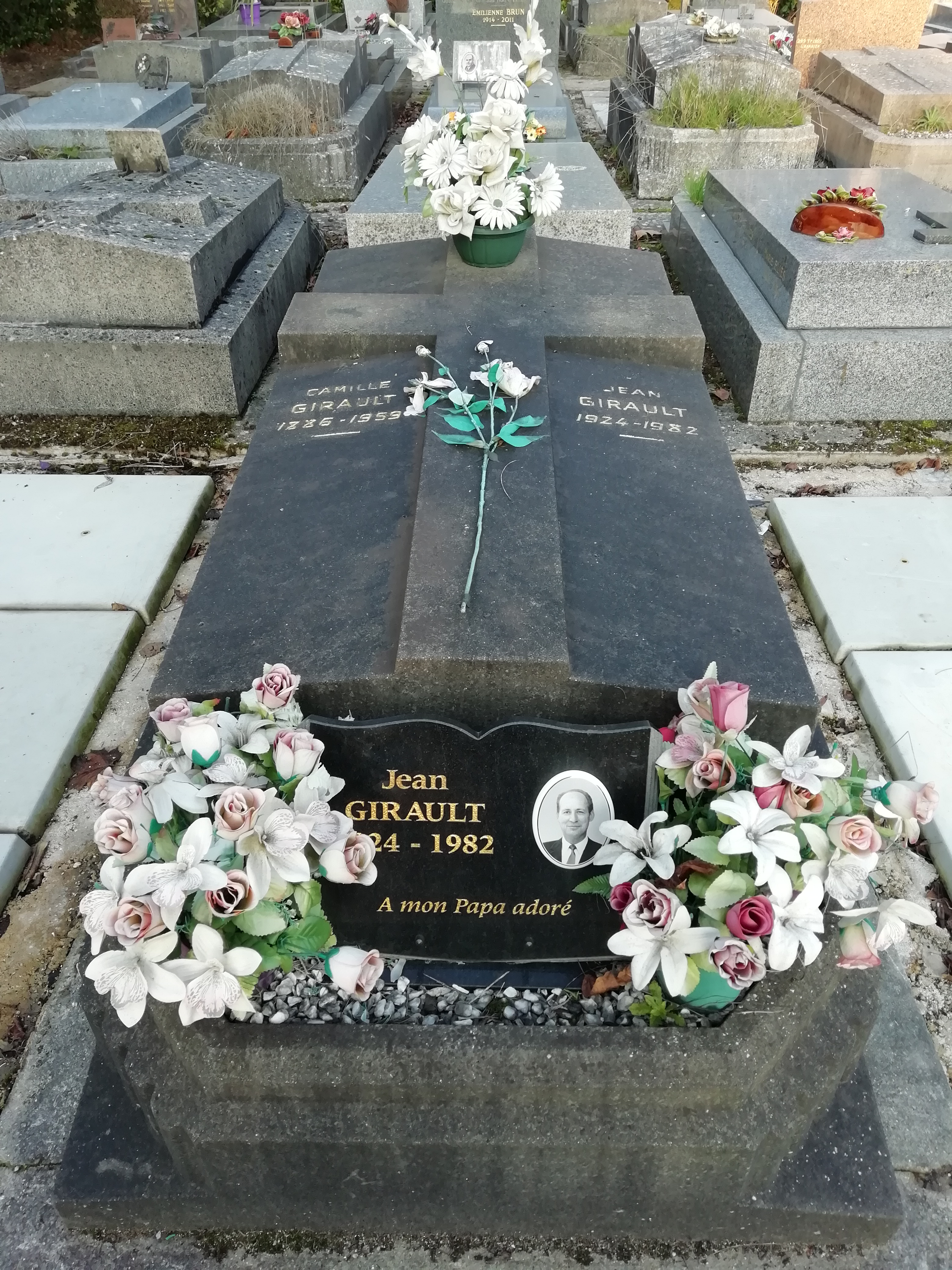
La tombe de Jean Girault, mort avant que le sixième Gendarme ne soit terminé.

Le scénariste Jacques Vilfrid trouve le sujet définitif du sixième film lorsqu'il apprend dans la presse la formation de femmes à l'école de gendarmerie de Fontainebleau,. L'époque voit la féminisation de nombreux métiers et la Gendarmerie nationale est progressivement ouverte aux femmes à l'aube des années 1980,,,. Le Gendarme et les Gendarmettes confronte ainsi la brigade de Saint-Tropez à de nouvelles recrues féminines,. Le projet est lancé en 1981. Jean Girault, Louis de Funès, son amie Macha Béranger, et le producteur Gérard Beytout participent également à l'écriture,.
Le tournage se déroule d'abord à Saint-Tropez et ses environs au printemps 1982 et se poursuit ensuite aux studios de Boulogne,,. Sur le plateau, Louis de Funès partage la réalisation avec Jean Girault, comme ils l'ont fait sur L'Avare et La Soupe aux choux, mais à l'inverse de L'Avare, l'acteur ne signe pas la réalisation cette fois-ci. Le comédien s'occupe ainsi de la mise en scène et de la direction d'acteurs, en laissant la technique 
à son partenaire expérimenté,. Les précautions médicales prises pour la vedette, toujours surveillée par un cardiologue, réduisent le tournage à seulement trois ou quatre jours de travail par semaine sur une durée hors-normes de deux mois et demi à Saint-Tropez, laissant à l'équipe de longs moments de détente,,,,.
Alors que la mort de l'acteur principal est redoutée par l'équipe, l'état de santé de Jean Girault devient préoccupant,. Le réalisateur s'affaiblit de jour en jour, perd du poids, délègue de plus en plus de responsabilités à ses assistants et finit très diminué à la fin du tournage tropézien,. Maurice Risch explique : « Jean était en train de partir et Louis, qui était aussi très affaibli, ne suffisait pas pour maîtriser les choses. Tony Aboyantz, le premier assistant-réalisateur, essayait de tenir le film la tête hors de l'eau ». Jean Girault est admis à l'hôpital au retour de l'équipe en région parisienne,. Les prises de vues en studios ont lieu sans lui, menées tant bien que mal par Tony Aboyantz, dans une ambiance pesante,,. Il meurt le 20 juillet 1982, sans voir son film terminé,, et sa disparition ôte à son meilleur ami Jacques Vilfrid toute envie d'écrire pour le cinéma. Tony Aboyantz dirige ensuite le montage, aidé notamment de Louis de Funès et du compositeur Raymond Lefebvre,,.
Le Gendarme et les Gendarmettes sort en octobre 1982 et enregistre 4,1 millions d'entrées en un an. La critique, jugeant la série devenue trop longue et immuable, descend le film, avec notamment la critique assassine d'André Rollin dans Le Canard enchaîné : « De Funès c'est fini ? La salle était presque vide. L'écran également »,.

#### Idées de suites de Richard Balducci
Après Le Gendarme et les Gendarmettes, malgré la mort de Jean Girault et le désistement de Jacques Vilfrid, de nouveaux films du Gendarme sont possibles, la série de films pouvant en réalité se prolonger tant que le désire Louis de Funès, légitime de reprendre son personnage autant de fois qu'il veut,. Michel Modo cite notamment un projet d'une aventure au Japon, où la brigade part en quête du tableau de La Joconde mystérieusement disparu,,. De son côté, Richard Balducci, coscénariste des premiers films, imaginait déjà plusieurs idées pour une suite dans la veine science-fiction du cinquième,. Interrogé dans les années 2000, il parle d'un scénario qui aurait montré le gendarme perdu dans le triangle des Bermudes,. Il mentionne aussi une autre idée qu'il nomme Le Gendarme en orbite, où la brigade serait envoyée dans l'espace régler la circulation interplanétaire devenue chaotique,.
Un document intitulé Projet de scénario pour une suite au film Le Gendarme et les Extra-terrestres est retrouvé en 2010 dans les archives du scénariste Jean Halain, fidèle collaborateur funésien mais qui n'a jamais œuvré sur un Gendarme,,. Cette ébauche commence en plein carnaval sur la promenade des Anglais à Nice, où un char célèbre la victoire de la brigade de Saint-Tropez sur les extra-terrestres avec d'immenses effigies des gendarmes, un spectacle devant lequel tombe nez à nez la vraie brigade de passage à Nice. Cette suite met en scène le retour inopportun des extra-terrestres venus se venger : les gendarmes se retrouvent dans leur soucoupe volante et doivent rencontrer leur chef, appelé le Grand Stratège ou le Maître Souverain. À leur retour sur Terre, ils sont déposés sur une île du triangle des Bermudes, « la zone diabolique des catastrophes et des disparitions », élément correspondant à l'intrigue évoquée par Balducci. Ce scénario retrouvé reste encore très mystérieux puisqu'on ne sait qui en est l'auteur et pourquoi un scénario d'un Gendarme serait dans les affaires de Jean Halain alors qu'il n'a jamais écrit pour la série,.

« Il y avait tellement de circulation entre les planètes qu'on avait décidé [de] mettre un peu d'ordre, mettre des feux rouges, faire la circulation… Et on avait décidé d'envoyer la brigade de Saint-Tropez en orbite là-haut. Dans cette espèce de capsule, Gerber devient complètement fou de peur et tape sur tout. La capsule se met à tourner à l'envers de la rotation de la terre. Ce qui fait que toutes les trois minutes elle remontait d’une journée. Quand ils reviennent sur Terre, ils voient un type sur un cheval blanc sur une colline. Ils sont à Waterloo et c'est l'Empereur ! »

— Richard Balducci, à propos du Gendarme et l'Empereur.
Enfin, l'autre projet de Richard Balducci est une histoire de voyage dans le temps qu'il titre Le Gendarme et l'Empereur, repartant de l'idée de la brigade de Saint-Tropez chargée de mettre de l'ordre dans la circulation spatiale,. L'intrigue amène leur vaisseau à se détraquer après de mauvaises manipulations et à tourner à l'envers de la rotation de la Terre, remontant ainsi dans le temps : les gendarmes atterrissent en pleine bataille de Waterloo, le 18 juin 1815, et rencontrent l'empereur Napoléon Ier,,,. Cruchot et ses gendarmes tentent de l'aider à remporter la bataille. Ils lui font part des inventions du XXe siècle, notamment militaires. Par la suite, l'Empereur les accuse de trahison et les gendarmes s'échappent en regagnant leur vaisseau pour rentrer à leur époque à Saint-Tropez. Ce voyage dans le passé laisse imaginer à Balducci l'histoire de la famille Cruchot, en particulier un ancêtre soldat de la Grande Armée et témoin de toutes les campagnes de Napoléon. Balducci, tournant en parallèle des films avec Jean Lefebvre, réintègre même le personnage de Fougasse.
L'écriture aurait été entamée en 1982, mais une annonce paraît pourtant dès 1980 dans Le Film français,. Le Gendarme et l'Empereur aurait été approuvé par Louis de Funès. Un exemplaire de ce dernier scénario d'une quarantaine de pages est exposé au musée de la Gendarmerie et du Cinéma de Saint-Tropez, présenté comme « le septième Gendarme », et un fac-similé agrémenté d'un storyboard est proposé à la vente,.

#### Sans Louis de Funès?
Louis de Funès, vedette, moteur, et co-auteur officieux de la série, meurt d'un nouvel infarctus le 27 janvier 1983. Sa disparition met un terme définitif aux films du Gendarme car il semble impossible de poursuivre la série de films sans son acteur vedette.
En 1985, Richard Balducci poursuit l'univers du Gendarme par clin d'œil en reprenant le personnage de la religieuse interprétée par France Rumilly dans son film Le Facteur de Saint-Tropez, où apparaissent également le bâtiment classique de la gendarmerie et une brigade différente,. Plusieurs années après, Balducci élabore des synopsis de courts épisodes pour une série télévisée intitulée Les Nouveaux Gendarmes de Saint-Tropez, projet qu'il présente comme une suite aux films. Son idée est vite abandonnée, le scénariste jugeant que « ces nouveaux gendarmes auraient fait du tort à leurs ainés ».
À une époque indéterminée, une idée de pièce de théâtre d'hommage au Gendarme de Saint-Tropez et à Louis de Funès est proposée aux « rescapés » de la série, selon Maurice Risch et Patrick Préjean. En 1994, une émission de la chaîne belge RTL TVI consacrée à Louis de Funès réunit sur un même plateau Jean Lefebvre, Michel Galabru, Christian Marin, Guy Grosso et Michel Modo.

## Aspects de la production

### La musique de Raymond Lefebvre

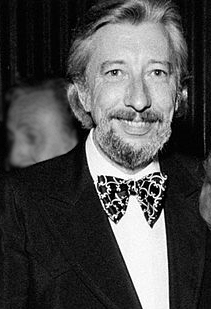
Raymond Lefebvre, compositeur de la bande originale de tous les films du Gendarme, ici en 1972.

Raymond Lefebvre compose la bande originale des six films du Gendarme,,,,. Il est engagé pour le premier Gendarme après avoir mis en musique Faites sauter la banque de Jean Girault avec son comparse Paul Mauriat,,. Lefebvre et Mauriat élaborent ensemble avant le tournage la chanson Douliou-douliou Saint-Tropez, interprétée par Geneviève Grad lors d'une scène de bar avec la bande de jeunes,. À l'été 1964, privilégiant ses vacances, Mauriat laisse Lefebvre composer seul la musique du film,,,. Lefebvre écrit la bande originale en quelques semaines dans le jardin de sa maison de campagne, sans piano, en se fondant sur les épreuves de tournage et les minutages demandés,,,,,.

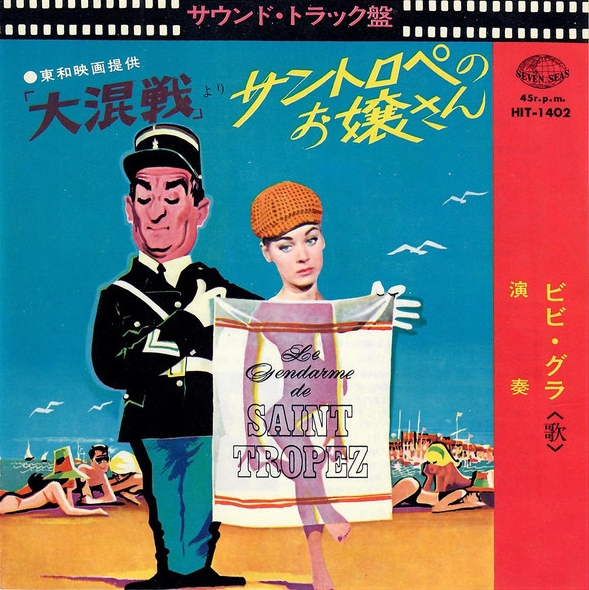
Le single de la bande originale du Gendarme de Saint-Tropez paru en 1967 au Japon, incluant Douliou-douliou Saint-Tropez et la Marche des Gendarmes.

Parmi les indications du réalisateur, Lefebvre explique qu'« à chaque gag visuel, Girault voulait un grand « boiiing » à la guitare comme s'il faisait du dessin animé en live ! »,. Pour l'entraînement des gendarmes et la capture des nudistes, Jean Girault demande une marche militaire pastichant la Marche du colonel Bogey, popularisée en France par le film de guerre Le Pont de la rivière Kwaï (1957) de David Lean où elle était sifflée par des soldats,,,,. Retenant de cette marche britannique son allure « entraînante, gaie, reconnaissable, facile à retenir », il s'attache à reproduire les mêmes sensations et le ton martial tout en livrant un morceau qui n'a « musicalement rien à voir » avec l'inspiration ; la ressemblance se fait par les sifflements, le tempo de parade américaine, le refrain entonné par des chœurs masculins et rythmé par des tambours,,.
Sur les films ultérieurs, il érige sa Marche des Gendarmes en thème principal, décliné en variantes jouant sur des instrumentations différentes ou des émotions particulières,,,,. Il choisit néanmoins de ne pas la figurer dans Le Gendarme se marie, provoquant l'ire de Louis de Funès, attaché comme le public à ce morceau,,,,. Il lui accorde alors une large présence dans le suivant, Le Gendarme en balade. La Marche est réorchestrée pour les deuxième, quatrième et sixième films,,.
Les musiques créées pour le Gendarme remportent un grand succès, en premier lieu Douliou-douliou Saint-Tropez,. Lefebvre s'établit rapidement en tant que compositeur attitré de Girault, au point de créer en commun une maison de production, les éditions EMCI, pour éditer ses œuvres musicales,. Lefebvre retrouve exceptionnellement Mauriat pour Le Gendarme à New York, notamment pour collaborer sur un pastiche de West Side Story,,. Ils livrent également une nouvelle chanson pour Nicole Cruchot / Geneviève Grad, Les garçons sont gentils,. La musique de l'arrestation des nudistes sur la plage du premier film est reprise pour les séquences en 2 CV de la religieuse du Gendarme en balade et du Gendarme et les Gendarmettes,.
Pendant près de vingt ans, Lefebvre, maître de l'easy listening, doit s'adapter aux modes musicales de l'époque du film, suivant les exigences des scénarios,,,. Reflétant l'ère yéyé, Le Gendarme de Saint-Tropez baigne dans le courant de la surf music. Le thème de Nicole est un slow. La chanson-générique Douliou-douliou Saint-Tropez est un twist de genre Hully-Gully,,,,,. Le Gendarme se marie comporte de la pop des années 1960 façon Beatles dans ses scènes de boîtes de nuit,,,. Au tournant des années 1980, pour les deux derniers films, il introduit dans ses musiques le synthétiseur, à la manière d'un Jean-Michel Jarre, en particulier pour l'ambiance de science-fiction du Gendarme et les Extraterrestres, ainsi que le disco,,,. La composition de Lefebvre pour Le Gendarme et les Gendarmettes est sa dernière pour le cinéma,,.

« Je trouvais souvent l'inspiration des thèmes en découvrant les génériques de début des Gendarmes. Girault filmait les côtes varoises vues d'hélicoptères et ça ne pouvait que vous inspirer. (…) Dans les Gendarmes, la musique faisait partie intégrante du film et de son action. Dans certains films, la musique ne fait qu’accompagner l'image et ne sert pas l'histoire et la dramaturgie elle-même, ce qui n’est pas le cas dans les films de Jean Girault.
J'ai eu de bons rapports avec Jean Girault et Louis de Funès et on m’a toujours laissé tranquille pour écrire la musique des films sur lesquels je travaillais qui étaient, pour la plupart, des succès, ce qui est un facteur important au cinéma… Que ce soit à la télévision ou au cinéma, j’ai peut-être eu du talent, mais surtout beaucoup de chance. »

— Raymond Lefebvre, 2001.

### La gendarmerie nationale et les films
Lors de la préparation du premier film, la direction de la Gendarmerie nationale, lorsque le réalisateur la sollicite, demande d'abord la censure du ministère des Armées. L'institution voit d'un mauvais œil cette pantalonnade — par ailleurs menée par des auteurs et comédiens de seconde zone — pouvant atteindre l'autorité et la crédibilité des gendarmes et les ridiculiser. Au fil des semaines suivantes, les échanges cordiaux avec la production rassurent finalement la Gendarmerie, qui donne son aval au film et apporte son aide à la réalisation, à condition d'une mention au générique de début. Pour satisfaire l'institution, Le Gendarme de Saint-Tropez s'ouvre sur le message : « Ce film a été réalisé avec l'aimable collaboration de la Gendarmerie de Saint-Tropez qui s'est prêtée de bonne grâce à l’ambiance du scénario ». Pendant dix-huit ans, maintenant d'excellentes relations avec l'équipe, la Gendarmerie nationale apporte son concours à la production, essentiellement en prêtant ses locaux, ses véhicules et ses hommes pour les tournages,. Des unités locales assurent également la sécurité du plateau. Le ministère des Armées autorise l'usage de ses bâtiments, tels la véritable gendarmerie de Saint-Tropez dans les cinq premiers films, l'entrée du siège du ministère pour une scène coupée du Gendarme à New York, ou de la caserne Vassoigne à Hyères dans Le Gendarme en balade, tandis que le ministère de l'Intérieur valide le tournage au commissariat de police de Saint-Tropez, décor de la nouvelle gendarmerie dans Le Gendarme et les Gendarmettes,,. Confortant leur bonne entente, la production permet même à l'institution de prendre part au processus créatif, en soumettant le scénario à son aval : pour Le Gendarme à New York, la gendarmerie censure une séquence, retirant un passage où la brigade tropézienne laisse traîner son regard sur de belles hôtesses de l'air,.
Au milieu des années 1960, après le succès de la suite Le Gendarme à New York, et tandis qu'un troisième film s'annonce, ce qui devient une série de films est alors conspué par certains gendarmes, qui considèrent leur institution tournée en ridicule,. Des gendarmes en retraite — n'étant plus tenus au devoir de réserve — lancent des pétitions, relayées par L'Essor de la Gendarmerie et de la Garde, pour interdire le tournage de nouveaux films du Gendarme de Saint-Tropez. Yvon Bourges, secrétaire d'État chargé de l'Information, répond officiellement qu'aucune interdiction de ces films n'est envisagée par le gouvernement. Il déclare qu'« interdire le film est aussi ridicule que de faire un procès à Guignol parce qu'il roue la maréchaussée ». De même, les responsables de la Gendarmerie et l'équipe derrière les films entretiennent de bons rapports. L'acteur principal rappelle avoir participé à une grande parade de la gendarmerie le 15 janvier 1966, où il a été « acclamé », les gendarmes lui demandant des autographes ; d'ailleurs, ceux-ci sont toujours plaisants avec lui lorsqu'il en rencontre et cette bonne relation lui évite parfois des amendes,. Dans un esprit d'apaisement, un message d'avertissement est présenté avant le générique ouvrant Le Gendarme se marie (1968), répété dans Le Gendarme en balade (1970) et Le Gendarme et les Extraterrestres (1979),, :

« Ce film vous présente de nouvelles aventures d'un gendarme « hors-série ».
 Œuvre d'imagination faite pour votre divertissement, il est, par delà la fantaisie, un hommage indirect, puisqu'il en est l'objet, à un grand Corps de l'État dont les personnels se signalent au respect des populations par leur pondération et leur valeur. »

— Message ouvrant Le Gendarme se marie, Le Gendarme en balade et Le Gendarme et les Extra-terrestres.

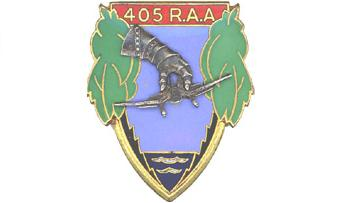
En 1970, Louis de Funès est fait première classe d'honneur par le régiment d'artillerie anti-aérienne.

Les deux acteurs principaux sont honorés par la gendarmerie française pour avoir contribué à la série. Le 1er juillet 1970, lors du tournage du Gendarme en balade, Louis de Funès est reçu officiellement par le 405e régiment d'artillerie anti-aérienne à Hyères, qui le fait « première classe d'honneur » pour services rendus à la gendarmerie nationale, décerné par le colonel André Garandeau,. Le 5 août 2009, au cours du festival de Ramatuelle où Michel Galabru joue une pièce de théâtre, une délégation de quatre gendarmes de la véritable brigade de Saint-Tropez monte sur scène après la représentation, alors que le comédien salue le public : ils lui décernent le titre honorifique d'« adjudant d'honneur de la gendarmerie nationale » et lui remettent un képi d'adjudant,. Ému, Michel Galabru déclare avec humour : « C'est un retour glorieux au passé. Hélas, nous ne sommes qu'un ou deux survivants ! Et regardez dans quel état que je suis » avant de conclure : « Cet honneur, je le reçois avec beaucoup de plaisir et je vous remercie infiniment »,.
La gendarmerie finit par adhérer pleinement à l'image populaire et bon enfant offerte par le gendarme de Saint-Tropez. Louis de Funès participe en 1972 à une émission de France Inter avec le haut commandement de la gendarmerie, à la caserne des Célestins. Il est plus tard convié à la cérémonie de remise du prix Moncey, récompense littéraire de la gendarmerie. En 2021, la série de films est mise en avant lors d'une exposition consacrée aux représentations audiovisuelles de la gendarmerie, au musée de la Gendarmerie nationale. Plusieurs gendarmeries départementales rendent hommage à Louis de Funès lors du quarantième anniversaire de sa mort en janvier 2023.

## Exploitation et accueil

### Box-office en France
| Titre                              | Réalisateur                   | Année | Entrées    |
| ---------------------------------- | ----------------------------- | ----- | ---------- |
| Le Gendarme de Saint-Tropez        | Jean Girault                  | 1964  | 7 809 334, |
| Le Gendarme à New York             | Jean Girault                  | 1965  | 5 495 045, |
| Le Gendarme se marie               | Jean Girault                  | 1968  | 6 828 626, |
| Le Gendarme en balade              | Jean Girault                  | 1970  | 4 870 609, |
| Le Gendarme et les Extraterrestres | Jean Girault                  | 1979  | 6 280 070, |
| Le Gendarme et les Gendarmettes    | Jean Girault et Tony Aboyantz | 1982  | 4 209 139, |
| Total                              | Total                         | Total | 35 492 823 |

### Popularité internationale

Affiche du Gendarme de Saint-Tropez au Japon, où la Toho-Towa distribue le film.

Les six films du Gendarme connaissent une exploitation internationale, ponctuée de quelques percées au box-office de certains pays,,. Comme en France, la critique locale est mitigée. Des années 1960 aux années 1990, un ou plusieurs films sortent à travers l'Europe, en Allemagne de l'Ouest et de l'Est, en Belgique, en Bulgarie, au Danemark, en Espagne, en Estonie, en Finlande, en Grèce, en Hongrie, en Irlande, en Italie, en Norvège, aux Pays-Bas, en Pologne, en Roumanie, au Royaume-Uni, en Slovénie, en Suède, en Tchécoslovaquie, en Ukraine, en Union soviétique, en Yougoslavie, ainsi qu'en Afghanistan, en Afrique du Sud, en Argentine, en Australie, au Brésil, au Canada, en Colombie, en Égypte, aux États-Unis, à Hong Kong, en Irak, en Iran, au Japon, en Jordanie, au Liban, en Nouvelle-Zélande, au Pakistan, au Pérou, en Syrie, en Turquie et au Viêt Nam,,,,,,. De plus, pour divers évènements de coopération culturelle, le ministère français des Affaires étrangères transite dans le monde entier des copies 16 mm ou 35 mm de certains films du Gendarme par valise diplomatique.
La plupart des versions arborent des titres récurrents. Des traductions gardent le terme « Gendarme » dans le titre ou emploient l'équivalent de gendarme ou policier dans leur langue, comme « csendőr » en hongrois, « gendarmi » en italien, « Jandarmul » en roumain, « Četník » en tchèque, « Žandár » en slovaque,,,,,,. En Suède, c'est « Moralens väktare », le gardien de la moralité,,,,,,. En Italie, les titres et les affiches des premiers films évoquent la présence de jolies jeunes filles. Chaque titre danois commence par « À l'aide ! » (Hjælp),,,,,,. Les traductions latino-américaines placent le mot « fou » dans chaque titre,,,,,. Les titres internationaux anglophones déclinent The Gendarme ou The Troops,,,,,,. Les intitulés sont multiples en Allemagne de l'Ouest, au fil des ressorties (sans compter la version différente en RDA) : les films de Louis de Funès, du Gendarme ou non, arborent d'abord le prénom Balduin pour des raisons inconnues, bien que le personnage garde son nom d'origine dans le film ; par la suite, les distributeurs exploitent les quatre derniers films de l'acteur avec son vrai prénom — par exemple, Louis’ unheimliche Begegnung mit den Außerirdischen et Louis und seine verrückten Politessen — et rebaptisent les films antérieurs,. Dans le même temps, le nom Der Gendarm est parfois utilisé pour la série. Ainsi, Le Gendarme se marie est traduit par Balduin, der Heiratsmuffel ou Der Gendarm heiratet puis retitré Louis, der Schürzenjäger,.
Au moment du premier film, dans le sillage de Et Dieu… créa la femme (1956), la simple évocation de Saint-Tropez dans un titre attire les publics du monde entier,. Le Gendarme de Saint-Tropez enregistre notamment 1 925 043 entrées en Espagne, 1 053 000 entrées en Hongrie, 581 000 entrées en Allemagne de l'Ouest et environ 120 000 spectateurs à Bruxelles. En Italie, pays de coproduction, le film ne trouve pas son public avant quelques années. Ce premier Gendarme ouvre à Louis de Funès les portes de la notoriété internationale. Au cours de la décennie, le triomphe de ses films ultérieurs, dont les prochains du Gendarme, ravive l'intérêt des distributeurs et publics étrangers pour ce premier film. Bâti pour profiter de ce succès à l'exportation, Le Gendarme à New York engrange 17,3 millions d'entrées en Union soviétique,, 2 058 000 entrées en Espagne, 692 000 entrées en RFA et réalise des résultats satisfaisants en Belgique. C'est encore une déception en Italie. Le Gendarme se marie totalise notamment 41,8 millions d'entrées en URSS,,, 1 713 934 entrées en Espagne et 794 626 entrées en RFA. Le succès gagne enfin l'Italie avec environ 2 230 000 spectateurs, grâce à La Grande Vadrouille (1966) qui a popularisé Louis de Funès dans ce pays. Le Gendarme en balade cumule 1 177 717 entrées en Espagne et 939 580 en RFA,.
Le Gendarme et les Extraterrestres enregistre 35,3 millions d'entrées en URSS (surpassant Superman),,, 5,12 millions d'entrées en RFA et 1 108 633 entrées en Espagne. Il atteint la première place du classement allemand des films sortis en 1979, et demeure pendant près de trente ans le film français totalisant le plus d'entrées dans ce pays,. Le distributeur allemand avait pressenti ce triomphe en avançant dix millions de francs à la SNC dès l'annonce du retour du Gendarme,,. Par ailleurs, l'acteur-vedette avait exceptionnel fait le déplacement — en uniforme de gendarme — sur le plateau d'une émission de télévision ouest-allemande, pour promouvoir le film. Les budgets des deux ultimes films sont largement bouclés par les pré-ventes aux très enthousiastes distributeurs européens et du Canada francophone,,. Michel Galabru détaille : « le dernier Gendarme, c'est les Allemands qui l'ont voulu ». Toutefois, Le Gendarme et les Gendarmettes comptabilise plus modestement 452 075 entrées en Espagne et 1 412 166 en RFA. Le films restent méconnus au Royaume-Uni et aux États-Unis, bien qu'ils y soient sortis.

### De rares distinctions

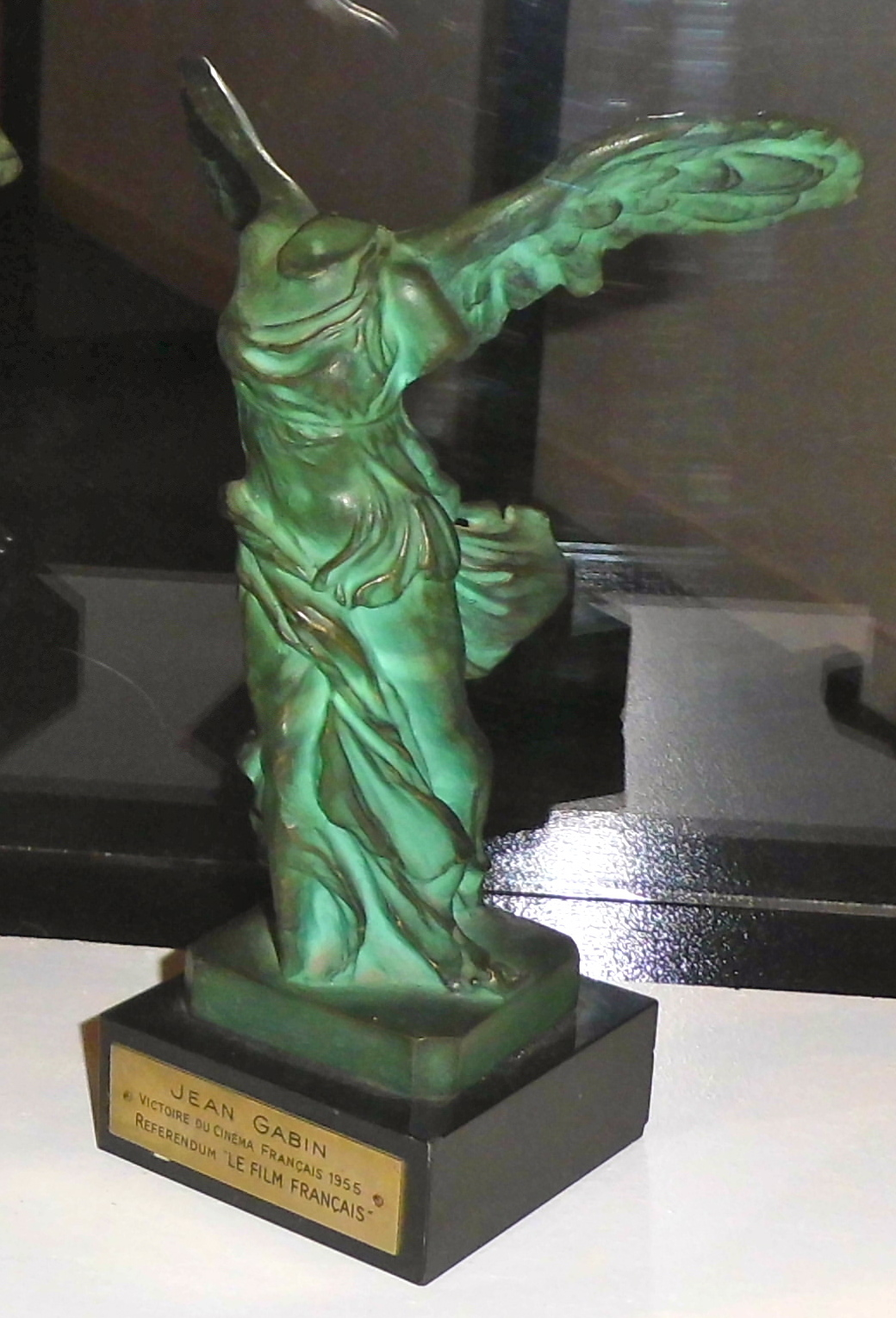
Pour le premier film, Louis de Funès remporte la Victoire du meilleur acteur français en 1965.

Le Gendarme reçoit quelques récompenses. Pour Le Gendarme de Saint-Tropez, Louis de Funès est le lauréat du prix du meilleur acteur français décerné par les exploitants de salles aux Victoires du cinéma français de 1965,,. En décembre 1970, l'acteur est distingué par le prix Georges-Courteline du cinéma (pour la seconde fois), récompensant les œuvres humoristiques, simultanément pour L'Homme orchestre et Le Gendarme en balade,. De plus, il revêt son uniforme de gendarme pour recevoir la médaille vermeil de la ville de Paris en  février 1971. En 1980, en Allemagne de l'Ouest, Le Gendarme et les Extraterrestres est récompensé d'un Écran d'or (Goldene Leinwand), décerné à tout film dépassant les trois millions d'entrées au box-office allemand,.

### Exploitations ultérieures
Les films du Gendarme sont régulièrement programmés à la télévision française, avec succès. Dès les années 1970, les excellentes audiences des premiers sont l'une des raisons de la relance du Gendarme. Le catalogue de la Société nouvelle de cinématographie, dont font partie les six films de la série, devient plus tard la propriété de la Compagnie Luxembourgeoise de Télédiffusion (CLT), détenteur de RTL, puis est acheté par le groupe M6 en 2005. Les films du Gendarme sont une importante source de revenus pour ce catalogue de films anciens, notamment à travers l'édition en vidéo.
La chaîne M6 (et ses canaux secondaires) a fait de la série un « standard » de la télévision française, avec une diffusion de l'ensemble des films tous les deux ans, le plus souvent au cours de l'été, avec un succès d'audience inaltérable malgré la récurrence de leur passages à la télévision,,,. En 2001 déjà, le journaliste Pierre de Boishue remarquait dans Le Figaro la « fascination qu'exerce sur le public cette fresque indémodable, parce que complètement dépassée, parfois désopilante et rediffusée sans fin ». Cette fréquente programmation donne au public l'impression que Le Gendarme de Saint-Tropez serait l'un des films les plus rediffusés à la télévision française mais ce n'est en réalité pas le cas, le film n'étant même pas l'œuvre la plus retransmise de Louis de Funès. En 2003 et en 2008, chaque film du Gendarme diffusé au cours de l'été attire au minimum trois millions de spectateurs par film. C'est encore deux à trois millions d'audience par film dans les deux décennies suivantes.
En vidéo, les cinq premiers films sortent individuellement en VHS en 1981,,,,. Chaque film constitue un numéro d'une collection de VHS consacrée à Louis de Funès par TF1 en 1992,,,,,. Un coffret VHS intitulé Le Gendarme, l'intégrale sort en 1999. En 2002, l'hexalogie est éditée en DVD par TF1 Vidéo dans un coffret Le Gendarme, l'intégrale,. Les droits de distribution passent ensuite de TF1 vidéo à M6, qui publie en 2005 un nouveau coffret nommé Les Gendarmes, comprenant un documentaire bonus intitulé La Saga des gendarmes par Jean-Paul Girbal,. En 2006, chacun des films constitue un numéro de la collection de DVD « Comiques de légende ». Un coffret Les Gendarmes de Saint-Tropez, bénéficiant d'une remastérisation en haute définition, paraît en 2007, agrémenté des documentaires Louis de Funès intime de Serge Korber et Le Cinéma à Saint-Tropez (ainsi que du making-of rétrospectif de 2005). En 2010, un coffret intégral en Blu-ray sort, toujours sous le titre Les Gendarmes de Saint-Tropez, et est également disponible en DVD. En 2014, un coffret Blu-ray / DVD de luxe, nommé 50e anniversaire, Les Gendarmes de Saint-Tropez, la saga, paraît à l'occasion des cinquante ans du premier film ; un nouveau documentaire bonus, Louis de Funès et les gendarmes, est monté par Jérôme Wybon. En août 2018, la SNC ressort le film originel dans quelques salles à travers la France dans une restauration 4K, avant une parution en vidéo. En 2022 paraît une nouvelle version restaurée du premier film en Blu-ray 4K Ultra HD.

## Postérité

### Succédanés et parodies
Le succès que connaissent les films du Gendarme entraîne la réalisation de fictions similaires autour de la gendarmerie. Au début des années 1970, Jean-Claude Périer, directeur de la gendarmerie nationale, lance la création de la série télévisée S.O.S. fréquence 17 pour mettre en valeur son institution, dans le sillage du succès des quatre premiers Gendarmes. En 1976, en clin d'œil, Christian Marin rendosse brièvement son uniforme de gendarme de Saint-Tropez dans le court métrage institutionnel Nous, gendarmes…. En 1978, Philippe Clair réalise la comédie de « bidasses » Ces flics étranges venus d'ailleurs, classée comme un nanar,. Un autre film de Clair, Le Grand Fanfaron (1976), avait opportunément exploité l'image de Michel Galabru en gendarme sur son affiche. En 1980, la comédie Sacrés Gendarmes, également considérée comme un nanar, racontant les aventures d'une brigade d'un petit village du midi, sort en salles pour profiter du retour à succès du Gendarme dans Le Gendarme et les Extraterrestres l'année précédente. En 1983, C'est facile et ça peut rapporter... 20 ans, dans lequel joue Galabru, sort en Espagne sous le titre Un gendarme en Benidorm. Ces imitations sont peu nombreuses car Jean-Noël Luc, historien de la gendarmerie, reconnaît qu'en incarnant à lui seul « la référence du gendarme à l'écran » Louis de Funès « phagocyte, par contrecoup, l'émergence d'autres représentations cinématographiques ».
Richard Balducci fait référence à l'univers du Gendarme dans son film Le Facteur de Saint-Tropez (1985), où apparaissent la religieuse interprétée par France Rumilly et le bâtiment de la gendarmerie. Quelques années plus tard, il prévoit une série télévisée intitulée Les Nouveaux Gendarmes de Saint-Tropez, une suite aux films, mais se rétracte ensuite. Balducci indique aussi que des producteurs étrangers ont tenté de lancer des remakes, notamment en Russie et en Chine. Vers 2004, le producteur Jean-Luc Azoulay annonce une série télévisée pour TF1 adaptée des films. L'idée est mal reçue par les fans de Louis de Funès. L'animateur Vincent Lagaf' espère obtenir le rôle du gendarme de Saint-Tropez ; sans accès aux droits, le projet est annulé.
Le Gendarme est cité dans la culture populaire. En décembre 1965, quelques mois après la sortie du Gendarme à New York, à l'approche des fêtes de Noël, Louis de Funès et Michel Galabru détournent leur propre film en jouant sur les ondes d'Europe 1 la pièce radiophonique Le Gendarme de Bethléem, un conte de Noël transposant les gendarmes à l'époque de la Nativité,. Louis de Funès déclare qu'il aimerait adapter l'histoire au cinéma ; une adaptation à la télévision est faite en 1967, mais avec Michel Serrault,,. Dans Docteur Popaul (1972), Jean-Paul Belmondo imite Louis de Funès dans un personnage de gendarme lors d'une courte séquence de rêve. Une parodie de Ludovic Cruchot apparaît souvent dans le divertissement Cocoricocoboy dans les années 1980,. Le groupe de power metal allemand Edguy livre en 2001 une reprise de la Marche des Gendarmes,. Chaque été depuis 2010, le fantaisiste Patrick Chagnaud arpente le port de Saint-Tropez dans l'uniforme du Gendarme, imitant les différents personnages, pour amuser les touristes ; il devient une animation incontournable du lieu, jusqu'à être gratifié d'un « mon général » par l'ancien président Jacques Chirac en vacances,. La chanson Saint-Tropez is Paradise de Jean-Roch et Snoop Dogg en 2012 met la gendarmerie au centre du mythe tropézien. L'humoriste Laurent Gerra met régulièrement en scène la brigade de Saint-Tropez — imitant de Funès, Galabru ou Lefebvre — dans ses chroniques à la radio, la confrontant à l'actualité.

### Saint-Tropez et son gendarme

De même que Brigitte Bardot, Louis de Funès et son Gendarme contribuent à faire connaître Saint-Tropez dans le monde.

Les six films du Gendarme contribuent à la notoriété internationale de Saint-Tropez, au même titre que Brigitte Bardot à partir de Et Dieu… créa la femme (1956),,,,,. La chanson Douliou-douliou Saint-Tropez, plusieurs fois reprises, demeure longtemps un emblème de la cité balnéaire,. La comédie et sa chanson reflètent la soudaine popularité du village au milieu du XXe siècle et son parfum sulfureux, nés de sa fréquentation par des artistes, célébrités, membres de la jet set et de sa mise en valeur au cinéma, l'établissant alors comme le petit port le plus fameux au monde,,,. Témoignage de bons rapports entre les véritables gendarmes tropéziens et l'équipe, Jean Girault leur offre une grande affiche du premier film, que se transmettent depuis les commandants de brigade successifs. À l'époque des derniers films, Louis de Funès et ses gendarmes sont désormais considérés comme des légendes de Saint-Tropez,. L'acteur est invité à divers évènements pendant les tournages. Lors du cinquième, les véritables gendarmes de Saint-Tropez organisent un repas en l'honneur des deux idoles du village, Louis de Funès et Brigitte Bardot,.

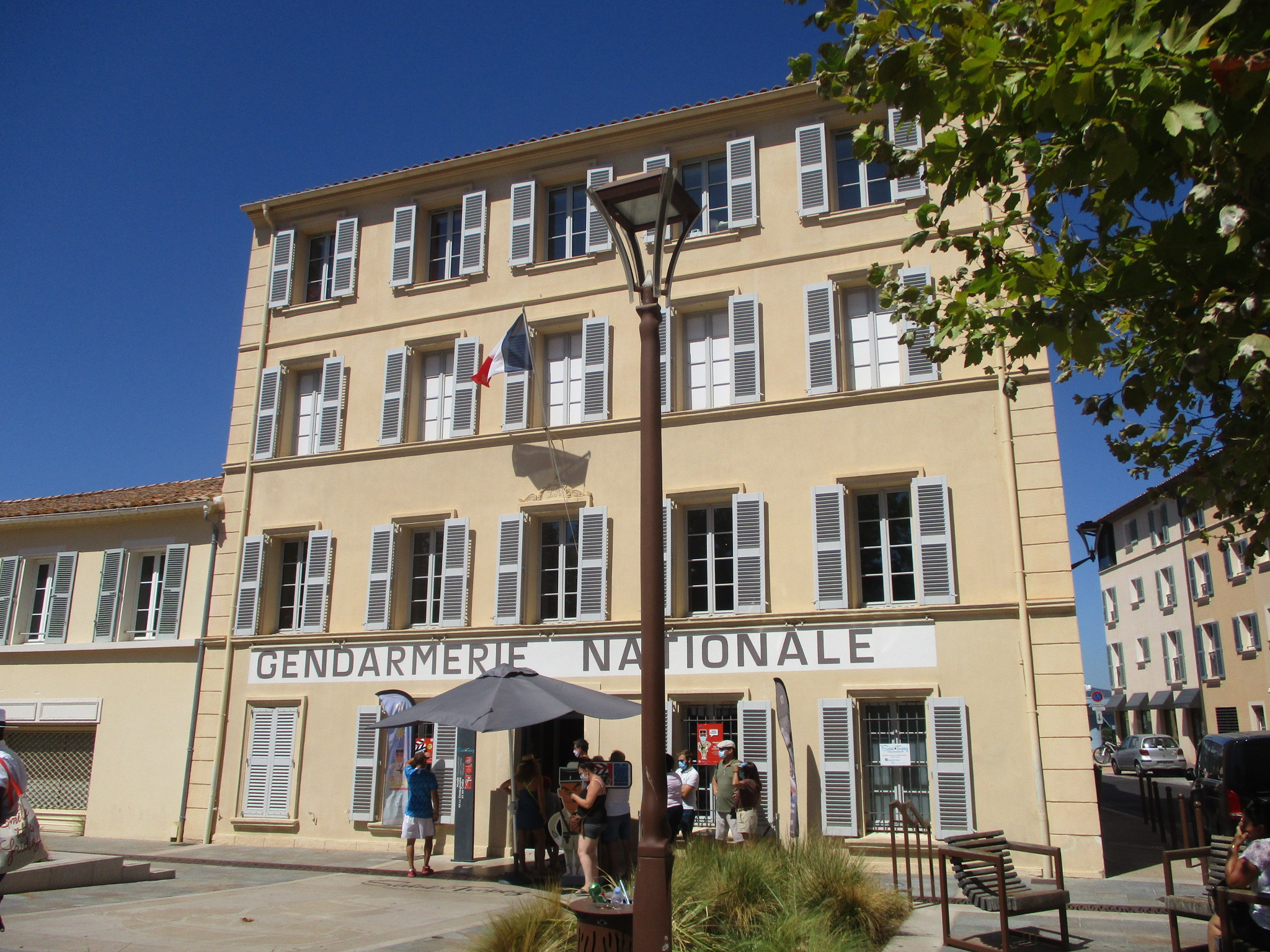
En 2016, le célèbre bâtiment devient le musée de la Gendarmerie et du Cinéma de Saint-Tropez, consacré aux films tournés dans la ville, en particulier ceux du Gendarme.

Le bâtiment de la gendarmerie devient un endroit prisé des touristes, abondamment photographié,,,,. Louis de Funès le constate dès le tournage du sixième Gendarme en 1982, allant jusqu'à déclarer : « la gendarmerie de Saint-Tropez est devenue un lieu de pélerinage ». Du temps du fonctionnement de la brigade, certains touristes font de petites infractions, tels que des outrages à agents, pour pouvoir y pénétrer et la visiter, selon le journaliste Henry-Jean Servat. L'édifice est inscrit à l'Inventaire général du patrimoine culturel en 1998. Une exposition est organisée par la ville en 2014 pour célébrer le cinquantenaire du film, celui de la Ford Mustang et le centième anniversaire de la naissance de Louis de Funès.
Désaffecté au début des années 2000, le bâtiment est remanié afin d'en faire le musée de la Gendarmerie et du Cinéma de Saint-Tropez, inauguré en 2016, consacré à l'ensemble des œuvres audiovisuelles tournées dans la cité et à l'histoire de la brigade,. Le musée attire un million de visiteurs en huit ans. En 2024-2025, le premier film fait l'objet d'une exposition temporaire à l'occasion des soixante ans de sa sortie en salles.

### Hommages et produits dérivés
Outre ceux de la gendarmerie, plusieurs autres hommage sont rendus au film. En 1985, le musée Grévin, dans un parcours consacré au cinéma, honore Louis de Funès d'une statue de cire à son effigie le représentant dans son costume du Gendarme, considéré comme son rôle le plus emblématique. La suppression de la statue en 2000, après une restauration du musée, entraîne des protestations de la part de nombreux visiteurs. Une nouvelle statue du Gendarme est réalisée en 2004, exposée dans une section consacrée au XXe siècle. Signe de la popularité durable du Gendarme en Europe de l'Est, Jean Lefebvre et Michel Galabru sont les invités en 2003 du festival international du film pour les enfants et la jeunesse de Zlín, en Tchéquie,. Lors de l'exposition sur Louis de Funès à la Cinémathèque française en 2020, une matinée est réservée aux nudistes, en clin d'œil aux premier et quatrième films,. En 2022, à l'occasion du quarantième anniversaire du dernier film, le Manneken-Pis est habillé en gendarme de Saint-Tropez. En 2025, la statuette bruxelloise revêt à nouveau l'uniforme pour célébrer le soixantième anniversaire du Gendarme à New York. À la mort des différents interprètes de l'hexalogie, la presse cite les films du Gendarme parmi leurs apparitions les plus marquantes,,,,.
Divers produits dérivés du Gendarme existent, tels que des figurines en résines, des santons de Provence, des petits soldats et des véhicules miniatures comme la 2 CV de la religieuse ou la Méhari des gendarmes des derniers films,,. Le musée de la Gendarmerie et du Cinéma de Saint-Tropez émet de nombreux souvenirs à l'effigie du Gendarme. En 1969, une mise en roman est écrite par Philippe Pessay d'après les trois premiers films et paraît aux éditions Solar sous le titre Les Aventures du Gendarme de Saint-Tropez. Le roman est complété par le récit du quatrième film lors d'une réédition en 1975 dans la collection « Ciné Club ».

## Erreurs de continuité

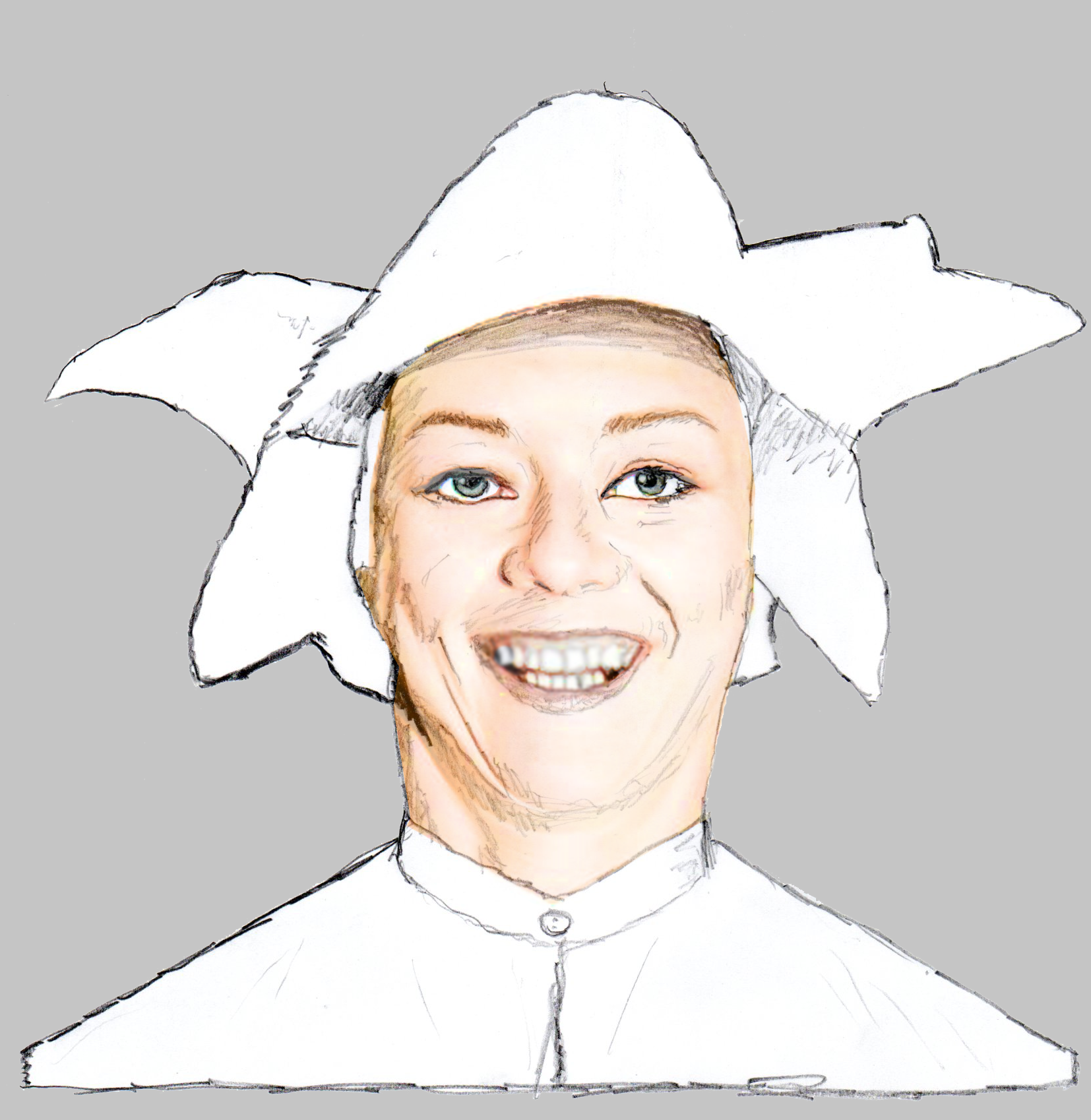
« Sœur Clotilde » en 1965 interprétée par France Rumilly.

Par négligence, des erreurs de continuité se glissent d'un film à l'autre, voir au cours d'un film.
- Les prénoms de certains personnages varient ainsi entre certains films. L'adjudant Gerber se prénomme Jérôme dans les quatre premiers films, puis Antoine dans Le Gendarme et les Extraterrestres et Alphonse à la fin du premier film Le Gendarme de Saint-Tropez  et dans le film Le Gendarme et les Gendarmettes[169]. La religieuse « folle du volant » s'appelle sœur Clotilde dans les cinq premiers films mais les dialogues du film Le Gendarme et les Gendarmettes la prénomment Marie-Ange[169] ; en revanche, le fait qu'elle devienne mère supérieure de son couvent dans Le Gendarme en balade est respecté, et on lui dit « ma mère » et non plus « ma sœur » à partir du quatrième film. Le cas se présente aussi avec l'épouse de Gerber, où, comme mentionné dans le tableau au dessus, cette personne se prénomme Cécilia ou Germaine suivant les films mais également Simone dans Le Gendarme et les Extra-Terrestres où son mari l'appelle par ce dernier prénom après avoir reçu un coup sur les fesses par Cruchot, ce dernier l'ayant pris pour un extra-terrestre.
- Concernant les épouses, Merlot, Tricart et Berlicot sont mariés dans les quatre premiers épisodes. Dans les deux derniers films, où Merlot n'est plus dans les effectifs tout comme Fougasse, Tricart et Berlicot semblent être célibataires tout comme Beaupied, Taupin et Perlin.
- Des erreurs de grade sont aussi commises. Gerber est promu adjudant-chef dans Le Gendarme se marie et garde ses galons dans Le Gendarme en balade, mais porte des galons d'adjudant dans Le Gendarme et les Gendarmettes.
- Sur le même sujet, dans les deux premiers films, les sous-officiers portant deux chevrons se présentent et sont nommés (sur leurs cantines de dotation par exemple) maréchal des logis alors que ce grade avait disparu à cette époque. En effet, ce dernier grade est réapparu en 1972 lors de l'apparition d'appelés du contingent au sein de la Gendarmerie nationale. Certains de ces appelés, accédant à la catégorie des sous-officiers, étaient donc des maréchaux des logis, portant un chevron. Les sous-officiers engagés (sous contrat ou de carrière, portant respectivement un ou deux chevrons) de la Gendarmerie ont, depuis 1917, le grade spécifique de gendarme, situé dans la hiérarchie militaire entre celui de maréchal des logis/sergent/second maître et celui de maréchal des logis-chef/sergent-chef/maître.
- Dans le premier film, les effectifs portent des décorations sur leurs tenues, y compris de service courant. Dans les autres films, seul Gerber en est doté, et ne les porte que sur sa grande tenue.

## Analyse

### Inspirations et ressorts comiques
Louis de Funès insuffle dans Le Gendarme son amour du cinéma muet, où il puise sa façon de jouer, son type de comique, et des idées de gags. Ses maîtres sont Charlie Chaplin, Buster Keaton, Laurel et Hardy, Harold Lloyd, Harry Langdon ou encore W. C. Fields,. Les films du Gendarme sont pour lui un terrain de jeu où il distille ses inspirations, notamment le slapstick, burlesque américain très visuel, reposant sur le physique ou des accessoires,. Aussi, selon Bertrand Dicale, les films de Jean Girault et Jacques Vilfrid renouvelaient le cinéma comique de l'époque avec « un comique plus visuel, plus burlesque, plus “américain” » et des scènes mouvementées, ce qui tranchait avec les pratiques héritées de la comédie française davantage théâtrale de l'entre-deux-guerres. Dans tous les films, le duo Cruchot / Gerber, l'un petit et l'autre costaud, est façonné indirectement sur Laurel et Hardy. Le gag du passage du volant de la Méhari dans Le Gendarme et les Gendarmettes peut faire allusion à la scène de Laurel et Hardy conscrits (1939) où ils pilotent de manière chaotique un avion à deux volants. Le Gendarme à New York, amenant Louis de Funès sur la terre même de ses inspirateurs, lui permet  de rendre hommage plus directement aux fondamentaux du genre,. Il y aligne plusieurs numéros sans paroles. Des scènes en hauteur rappellent la cascade vertigineuse de Harold Lloyd dans Monte là-dessus ! (1923). Le Gendarme paraît très influencé par les Keystone Cops de Mack Sennett, série de courts-métrages farfelus mettant en scène des policiers hystériques et incompétents. Dans Le Gendarme se marie, la course-poursuite à bord du side-car de sœur Clotilde ressemble ainsi à un moment d'Amour, Vitesse et Fanfreluches (1915) des Keystone Cops. Le réalisateur américain Stanley Donen déclara à Louis de Funès : « Votre gendarme de Saint-Tropez est le dernier, le rescapé des Keystone Cops ».

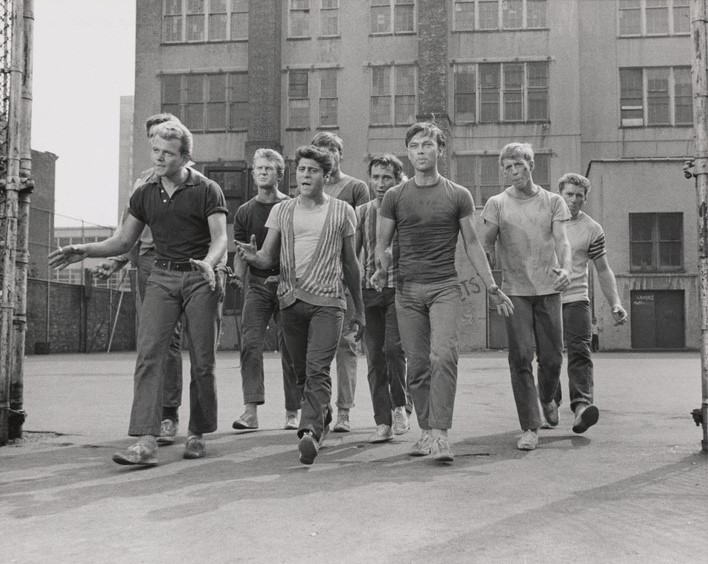
Dans Le Gendarme à New York, une scène de ballet entre policiers et voyous fait référence à West Side Story (1961).

Le comique de l'hexalogie repose aussi sur des références culturelles, usant parfois de la parodie. Dans Le Gendarme de Saint-Tropez, lors de leur sieste sous les pins, les gendarmes font des rêves évoquant des genres cinématographiques : les aventures aux décors exotiques pour Fougasse, le western pour Merlot, le péplum pour Gerber et le film de guerre pour Cruchot. Durant la réception mondaine, le prince indien en quête d'une épouse, tentant de séduire Cruchot voilé, est une référence au film allemand Le Tigre du Bengale. À la fin du film, en délivrant Nicole des gangsters, Cruchot se transforme subitement en Thierry la Fronde, héros d'un populaire feuilleton télévisé de l'époque, dont il revêt les oripeaux médiévaux, tandis que le générique de la série retentit, entonné également par la troupe de jeunes. Dans Le Gendarme à New York, outre les évocations du muet, la présence des personnages à New York donne l'occasion de pasticher le film musical West Side Story, succès mondial sorti quatre ans plus tôt, à travers une séquence de ballet entre policiers et voyous,,,. De plus, lors de la visite de la ville, une scène fait référence aux westerns : la brigade se grime en cow-boys ou en Indiens dans une boutique de déguisements. Dans Le Gendarme en balade, la bagarre absurde entre Cruchot et ses domestiques dans son château reprend le combat entre James Bond et un assassin français travesti en femme au début d'Opération Tonnerre (1965). Le critique Pierre Gires de L'Écran fantastique remarque dans Le Gendarme et les Extraterrestres que « quelques péripéties s'inspirent de nombreux chefs-d'œuvre de la science-fiction ». Le film s'approprie notamment certains codes du feuilleton américain Les Envahisseurs des années 1960. Dans Le Gendarme et les Gendarmettes, le carambolage monstre provoqué par le laisser-aller de Tricart et Marianne Bonnet remémore Trafic (1971) de Jacques Tati. Une allusion « méta » se glisse dans cet ultime opus quand Cruchot traite avec dédain la gendarmette Yo Macumba de « miss James Bond », puisque son interprète Nicaise Jean-Louis avait joué dans Moonraker (1979), film de l'agent 007, dans lequel Louis de Funès l'avait justement repérée.

### Représentation de la gendarmerie
L'universitaire Sébastien Le Pajolec explique : « la saga des Gendarme ne prétend pas proposer une vision fidèle de la gendarmerie. Elle se situe à la fois en deçà — en tant que représentation filtrée et partielle — et au-delà — car renvoyant à l'ensemble de la société française — des réalités vécues par les gendarmes. Comme le rappelle le texte qui ouvre Le Gendarme en balade, cette série est une « œuvre d'imagination faite pour [le] divertissement » du public ; chaque film « présente les nouvelles aventures d'un gendarme “hors série” ». Les six longs métrages donnent donc une image volontairement déformée, reconstruite, de la maréchaussée ». Par exemple, Jean-Noël Luc, historien de la gendarmerie, relève que la fonction judiciaire de l'institution est totalement négligée, à part dans le dernier film à travers l'enquête menée pour retrouver les « gendarmettes ».

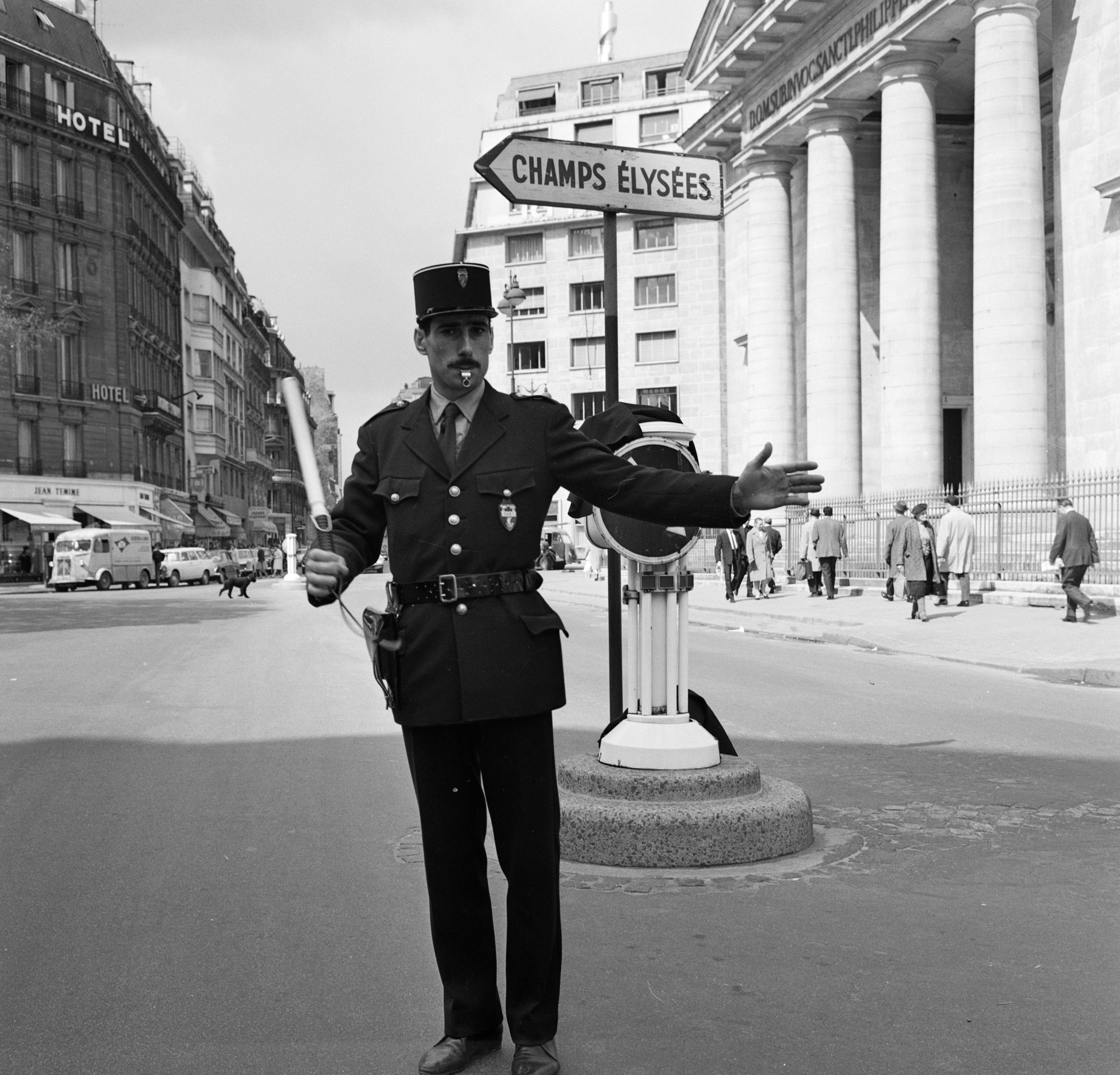
Un gendarme faisant la circulation à Paris dans les années 1960.

Le Gendarme de Saint-Tropez modernise en partie l'image de la gendarmerie nationale et lui donne un rôle de premier plan. Malgré une identité visuelle notable, un type social à part entière, et une certaine empreinte culturelle ailleurs (dans Guignol, les chansons ou caricatures), le gendarme n'avait jusqu'alors qu'une place négligeable dans le cinéma français. Il n'était cantonné qu'à des rôles secondaires et surtout d'arrière-plan. Cela peut s'expliquer par la volonté de montrer au grand public un individu plutôt qu'un collectif et privilégier l'exceptionnel à la vie quotidienne. De plus, le cinéma s'est davantage intéressé à d'autres figures d'autorité comme le policier et le soldat, respectivement mis en avant avec popularité dans le « polar » et le film de guerre. Seul Bourvil a marqué les esprits, dans Le Roi Pandore (1949), davantage par la chanson La Tactique du gendarme que le film lui-même. Le Gendarme met ainsi pour six films un gendarme au cœur de l'aventure, adoptant son point de vue, amenant à s'identifier à lui plutôt que le considérer comme une altérité. La caméra ne quitte jamais Cruchot longtemps et le spectateur se sent de son côté. Tout en tournant en dérision les défauts des personnages, le film termine en laissant une image héroïque et positive du gendarme, célébré par ses pairs, sa fille et toute la population. Cette fin est répétée dans les films suivants, où la foule salue ses sauveurs défilant sur le port de Saint-Tropez. C'est aussi par l'usage de la parodie d'autres genres de cinéma que les films érigent, à son tour, par contact, le gendarme en héros de fiction cinématographique.
Le premier film innove en changeant de cadre : le gendarme évoluait jusque-là traditionnellement à la campagne et se retrouve dans un lieu à la dernière mode, davantage urbain. Cruchot est d'abord le seul gendarme d'un petit village isolé, seulement perturbé par de petits délits, un cadre rural encore en noir et blanc qui peut rappeler de précédentes représentations comme Le Gendarme de Champignol (1958). Il arrive ensuite dans une ville attirant le monde entier et fait face à de nouveaux genres d'infractions et d'adversaires (nudistes ou criminels internationaux). Ce changement est symbolisé par l'irruption de la couleur à partir du générique et la musique yéyé parfaitement dans le ton de l'époque,. A contrario, le film perpétue des clichés déjà bien exploités, tel celui du gendarme mou et idiot incarné par Fougasse, celui du gendarme autoritaire et zélé magnifié par Cruchot, ou encore la besogne récurrente de faire la circulation et l'attachement parfois excessif à la hiérarchie et à la discipline (plus généralement accolé à l'armée). Le Gendarme à New York approfondit la modernisation en immergeant le gendarme dans la civilisation américaine, bien plus avancée, en le confrontant aux gratte-ciels, à la télévision ou à certaines technologies,. La critique de Télérama déplore néanmoins la persistance de vieux schémas : « Même modernisé, le comique troupier a perdu son sel. Le paysan à la caserne, le gendarme de bourgade en session internationale, l'uniforme en goguette, de tels thèmes sont une source de comique facile ». Le Gendarme et les Gendarmettes manifeste un rajeunissement par l'arrivée des quatre recrues féminines, le deménagement dans de nouveaux locaux et l'irruption de l'informatique. C'est surtout le premier film à montrer des femmes gendarmes,.

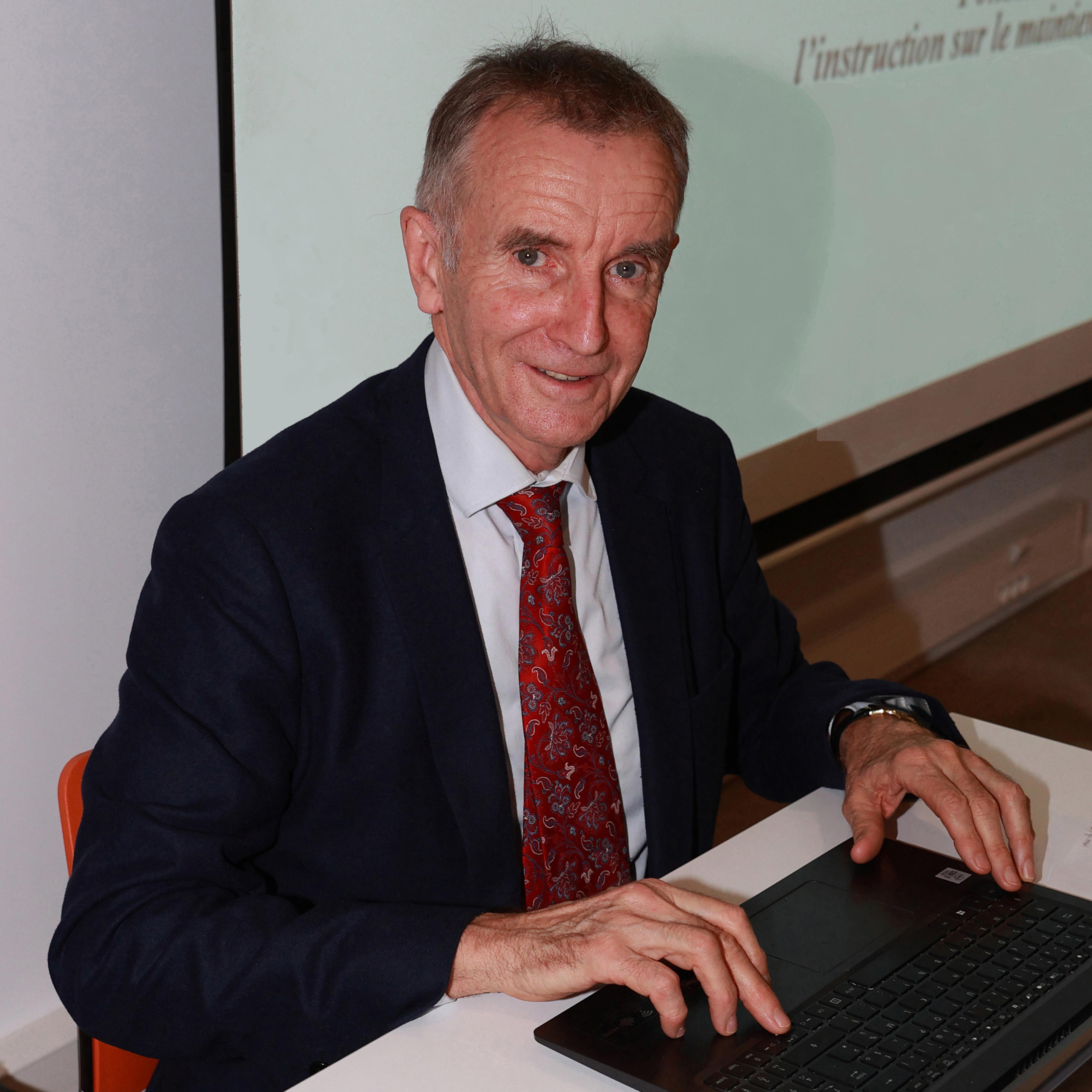
Jean-Noël Luc accorde une place au Gendarme de Saint-Tropez dans son étude de l'histoire de la gendarmerie.

La mise au premier plan d'un gendarme questionne la presse de l'époque et fait l'objet de commentaires politisés. Les analyses mêlent les considérations politiques aux éléments artistiques. Dans les années 1960, la critique cinéphilique de gauche réclame des œuvres mettant en cause l'ordre social, le pouvoir en place, la bourgeoisie, le capitalisme et voit donc dans les films du Gendarme (comme dans les autres films funésiens) un discours conservateur, effaçant les conflits sociaux auprès des masses. Dans Le Gendarme de Saint-Tropez, Henry Chapier de Combat dénonce notamment une représentation positive de l'appareil répressif : « La bêtise que l'on magnifie est aseptisée, passée à l'étuve. Ici, on fait beaucoup pour la réputation bon enfant du gendarme. Ces saintes forces de l'ordre ! Non seulement elles vous donnent l'impression que Paris est une immense prison à l'air libre, mais il faut encore qu'on les supporte à l'écran, sous des traits angéliques. Évidemment, ça n'est pas du tout complaisant, et tout à fait fidèle à l'image d’une certaine société française ! On comprend que ce genre de cinéma ait les faveurs du pouvoir. Avec une telle politique de loisirs, il peut régenter un peuple avachi en paix ! On ne va tout de même pas gaspiller l'argent en stimulant les aberrantes recherches de quelques intellectuels ! »,. Jean-Louis Comolli des Cahiers du cinéma adopte le point de vue opposé en critiquant Le Gendarme à New York : « La France est décidément la patrie de toutes les libertés, puisqu'on y tolère non seulement que les gendarmes soient sans équivoque ridiculisés, montrés comme de dangereux débiles mentaux et dénoncés comme imposteurs, mais qu'encore l'on se glorifie du succès que remporte pareille entreprise dont le moins qu'on puisse dire est qu'elle « nuit au moral des armées »… ». Télérama rappelle pour Le Gendarme se marie que la gendarmerie reste « la corporation la plus blaguée depuis Guignol ». La Libre Belgique fustige que dans Le Gendarme en balade « l'autoritarisme du personnage conduit, sous le voile du comique, à la glorification du mensonge, de la délation, et, en général, du mépris le plus total pour la liberté individuelle ».

« La mise en scène des travers et des mésaventures de Pandore n’alimente pas obligatoirement l’agressivité du public à son endroit : elle sert aussi d’exutoire ou de contre-feu. La série du Gendarme de Saint-Tropez joue encore plus de cette ambivalence. Paresseux, inefficaces et ridicules, les lointains successeurs de Pandore finissent toujours par séduire leurs administrés grâce à un acte héroïque exceptionnel. »

— Jean-Noël Luc, « Du bon usage de l'histoire des représentations des gendarmes », 2003.

### Le Gendarmeet son époque
Le biographe funésien Jean-Jacques Jelot-Blanc explique : « si [les] premiers exploits [du Gendarme] se bornaient à de simples chroniques de la vie estivale, peu à peu, les films suivants sont devenus des peintures sociales de leur époque ». La critique Ophélie Wiel, dans Télérama en 2013, considère que les films du Gendarme « sont plus intéressants d'un point de vue sociologique que cinématographique », de ce qu'ils représentent de la société française de leur temps.
L'universitaire Sébastien Le Pajolec fait remarquer qu'il existe une rupture entre les quatre premiers épisodes sortis entre 1964 et 1970 et les deux derniers de 1979 et 1982 : « la société française en pleine modernisation des Trente Glorieuses, cadre des premiers épisodes, a laissé la place à une France en crise, dont il est plus difficile de parler dans une comédie familiale ». Dans Le Gendarme et les Extraterrestres, quelques scènes tournent en dérision la place grandissante de la publicité dans la vie quotidienne : la foule agglutinée devant la gendarmerie pour railler les témoignages des gendarmes est rapidement infestée par l'apparition de réclames et opérations promotionnelles ; cette présence envahissante — jusqu'à corrompre les dialogues en les transformant en slogans — peut constituer un parallèle avec l'invasion extraterrestre,,. En outre, signe de l'évolution des mœurs et de l'émancipation des femmes, dans les deux derniers films, Cruchot est menacé de divorce par son épouse lors de colères, comme récemment dans La Zizanie (1978), ce qui n'était jamais arrivé dans les moments de crises conjugales des films funésiens des années antérieures, où les épouses étaient montrées dévouées et obéissantes. La confrontation avec des recrues féminines dans Le Gendarme et les Gendarmettes permet de montrer un Cruchot tenant des propos sexistes et racistes, un aspect jusqu'alors inédit de son personnage, destiné à dénoncer et moquer ses préjugés, sur le même principe que la ridiculisation de Victor Pivert dans Les Aventures de Rabbi Jacob (1973). Cet élément est néanmoins mal compris par certains critiques. Le film fait quelques évocations discrètes au « changement », à l'arrivée au pouvoir de la gauche l'année précédente lors de l'élection de François Mitterrand, alors que Louis de Funès avait soutenu Valéry Giscard d'Estaing,,.